# St. Andreas (Uster)

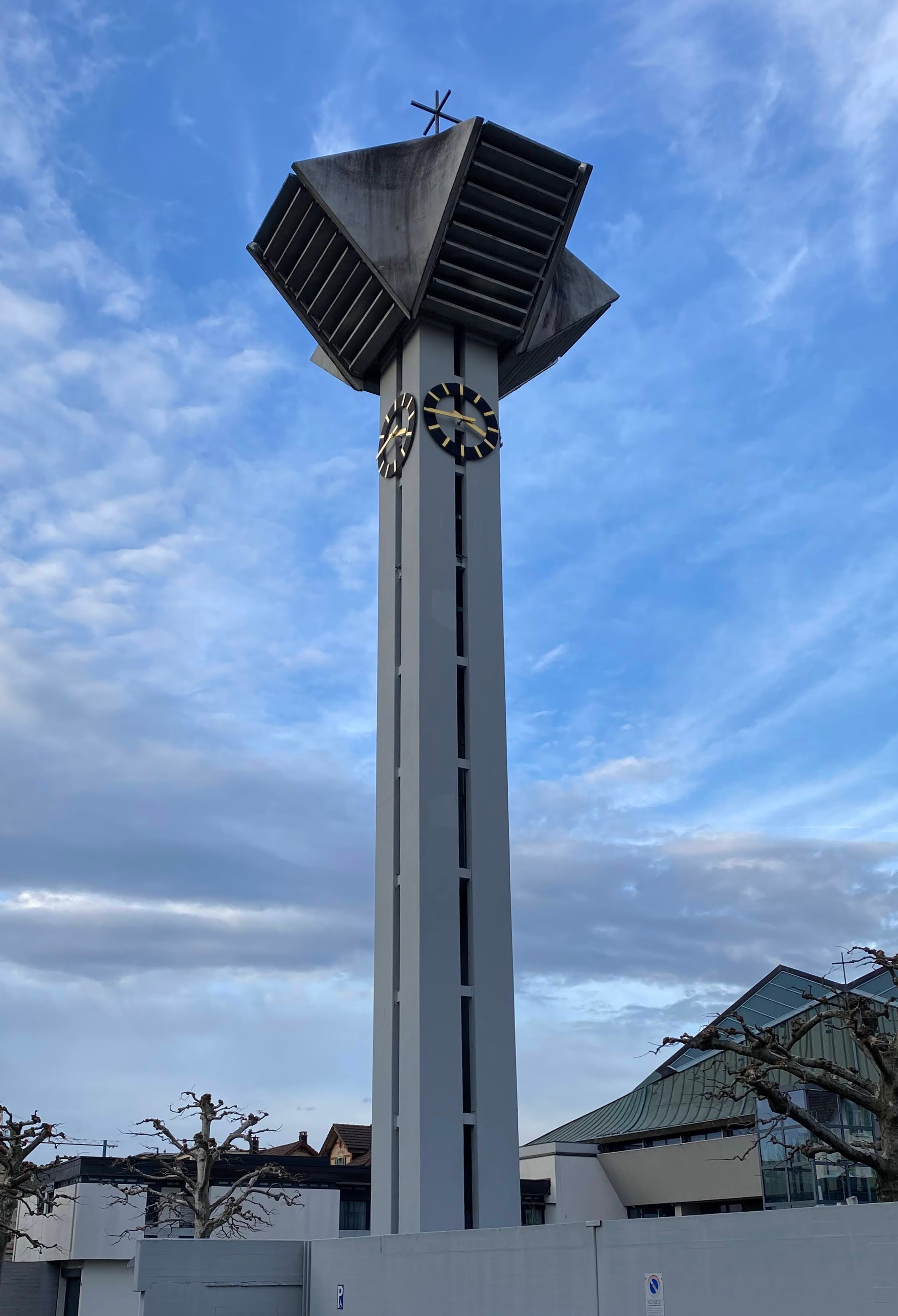
Turm der Kirche St. Andreas Uster

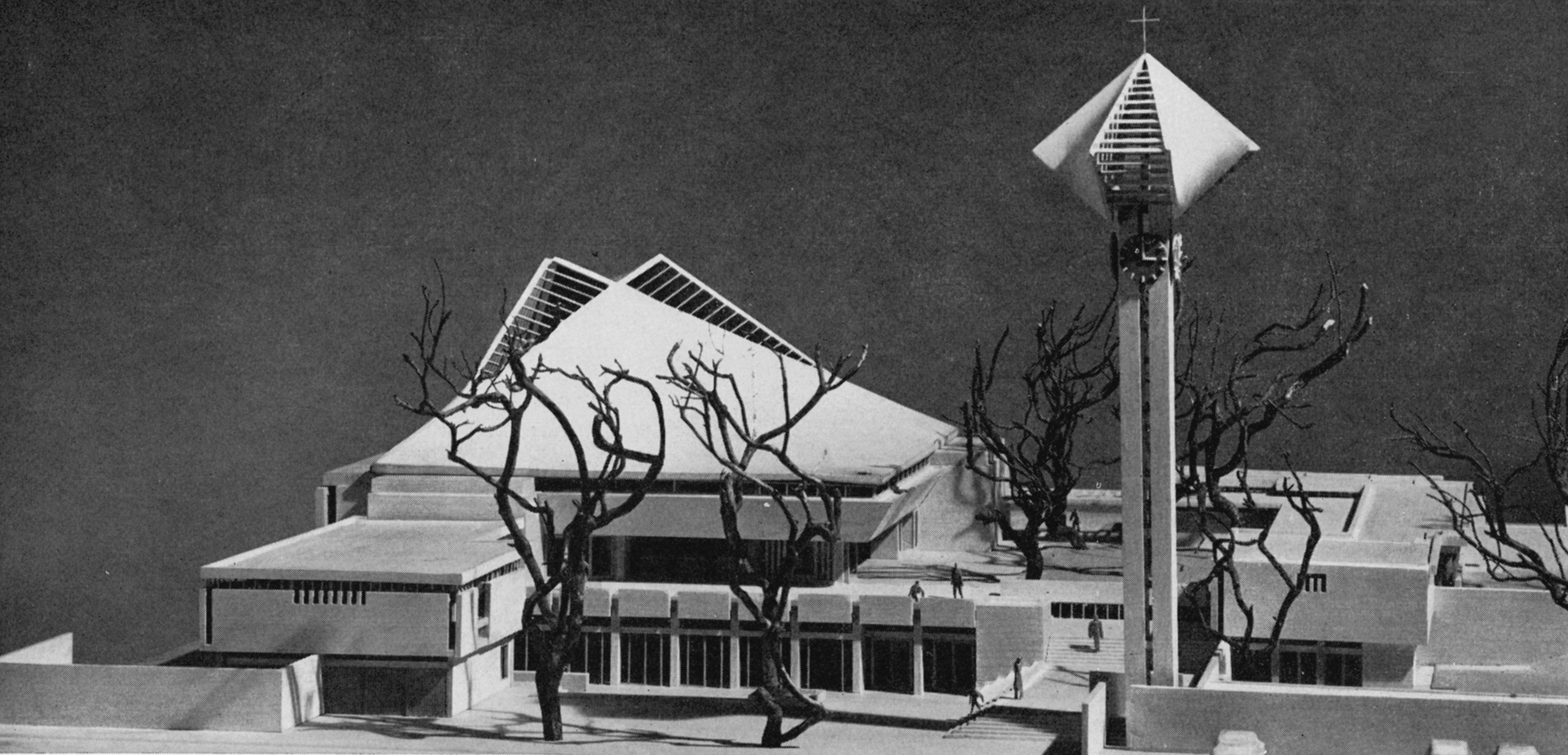
Die Andreaskirche im Modell

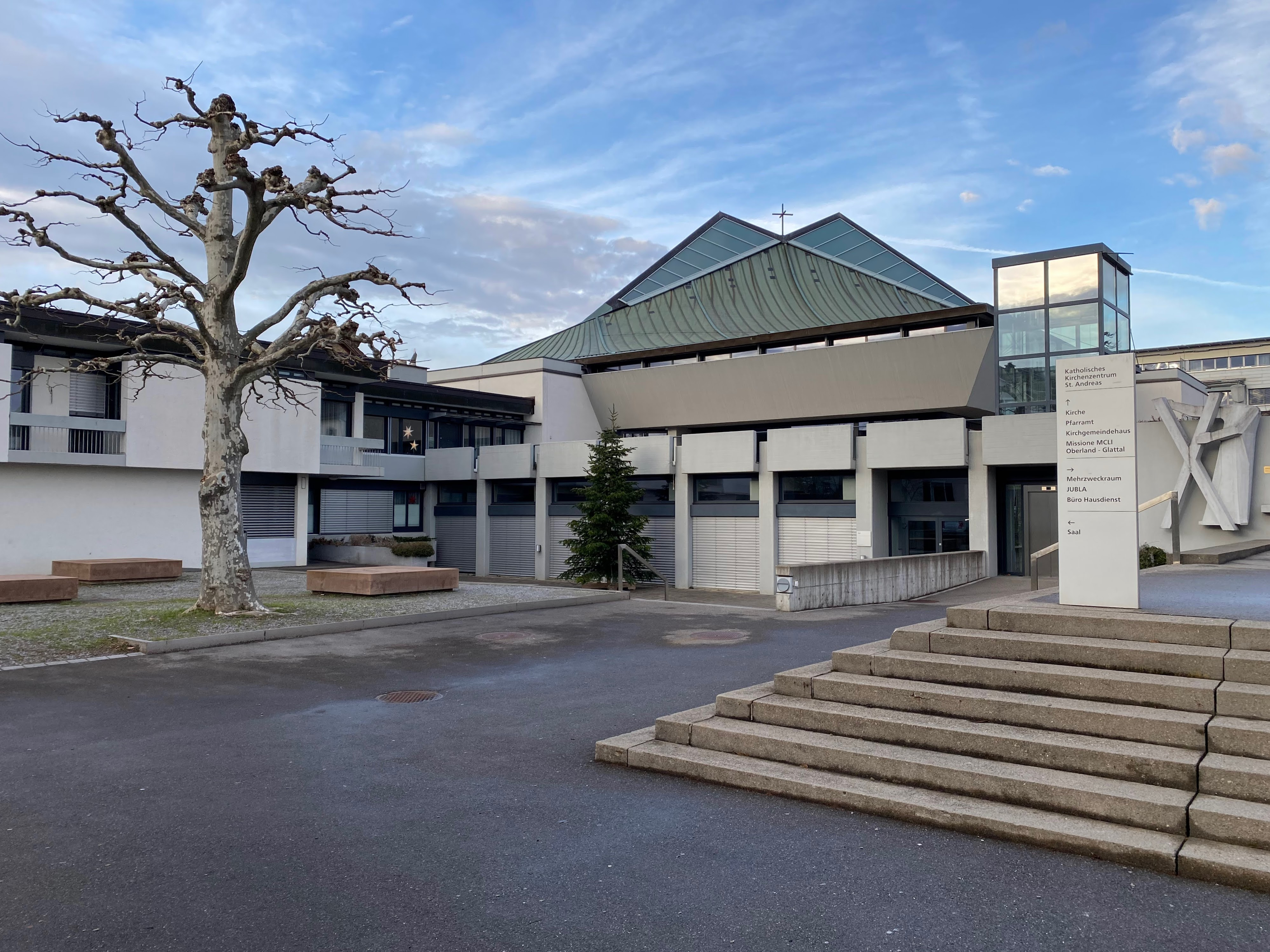
Kirche von der Neuwiesenstrasse her

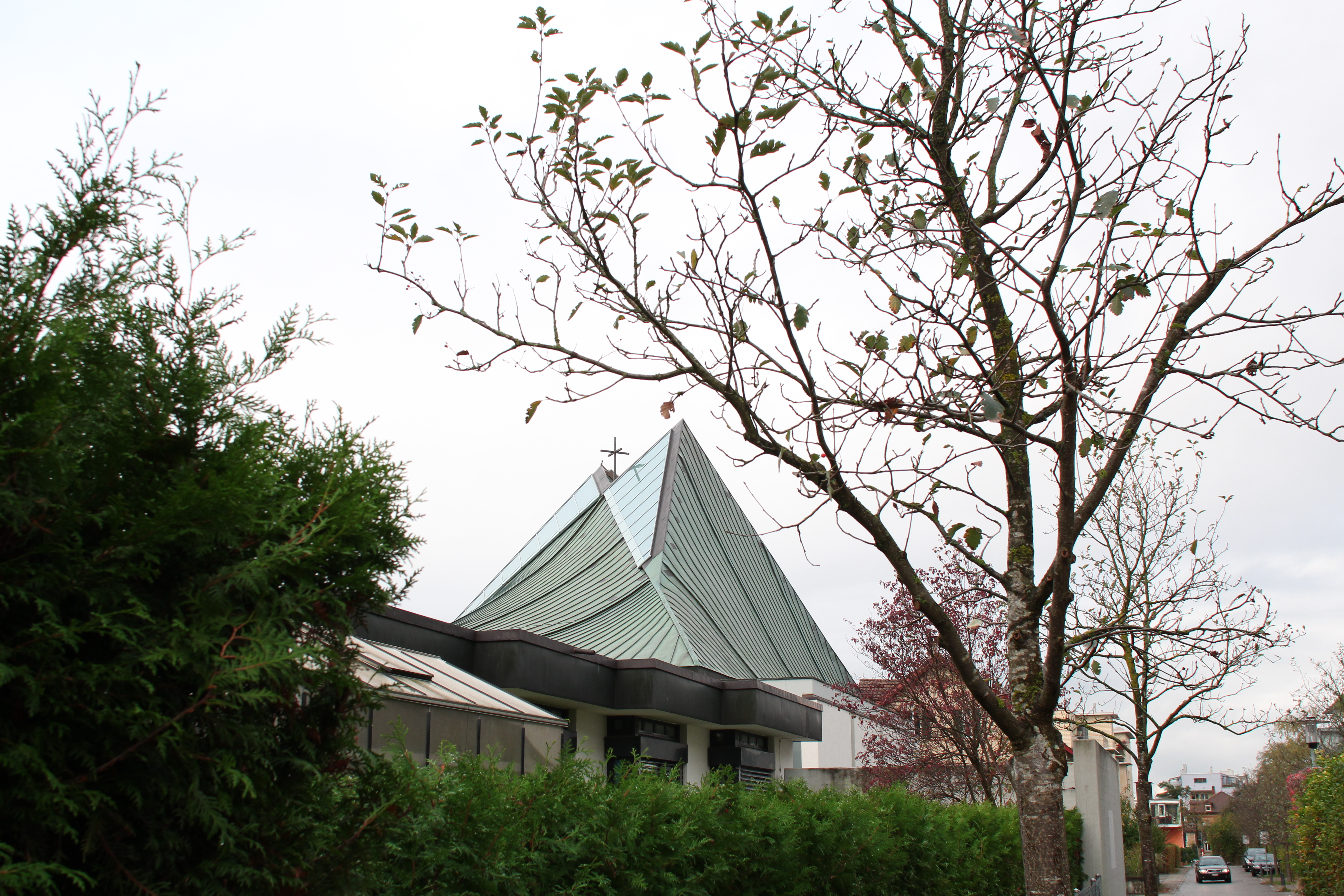
Ansicht von der Werkstrasse

Die Kirche St. Andreas ist die römisch-katholische Pfarrkirche der Stadt Uster. Sie befindet sich an der Neuwiesenstrasse im Stadtzentrum. Die Pfarrei St. Andreas ist eine der grössten im Kanton Zürich. Die dazugehörige Kirchgemeinde ist mit ihren 14'601 Mitgliedern (Stand 2021) nach derjenigen von Winterthur die zweitgrösste katholische Kirchgemeinde des Kantons Zürich.

## Geschichte

### Vorgeschichte und Namensgebung
Die mittelalterliche Kirche von Uster am Burghügel wurde am 30. November 1099, am Tag des Apostels Andreas, von Bischof Gebhard aus Konstanz zu Ehren Marias und des hl. Andreas geweiht. Neben dem St.-Andreas-Hauptaltar wurden weitere zu Ehren des hl. Petrus und der hl. Margareta geweiht. Stifter der Kirche war Graf Heinrich von Rapperswil. Später wurde eine romanische Nachfolgerkirche gebaut, welche eine geknickte Achse aufwies. Diese Kirche wurde in einem weiteren Schritt gotisiert, worauf das dreischiffige Langhaus mit Halb-Achteckchor abgeschlossen wurde. Nach der Reformation in Zürich wurde die Kirche für reformierte Gottesdienste weiterverwendet. Im Jahr 1828 wurde die mittelalterliche Kirche von Uster abgebrochen, weil deren Nachfolgerbau vollendet war, die neu erbaute, heutige reformierte Kirche Uster.

### Entstehungs- und Baugeschichte
In der Zeit nach der Reformation bis zum Anfang des 19. Jahrhunderts waren katholische Gottesdienste im Kanton Zürich verboten. Das Toleranzedikt des Zürcher Regierungsrats vom 10. September 1807 erlaubte erstmals wieder eine katholische Gemeinde in Zürich. Das sog. Erste zürcherische Kirchengesetz im Jahr 1863 anerkannte die katholischen Kirchgemeinden neben Zürich auch in Winterthur, Dietikon und Rheinau (die letzten beiden waren traditionell katholisch geprägte Orte). Auf Grundlage des Vereinsrechts konnten daraufhin im ganzen Kanton katholische Niederlassungen gegründet werden. Mit Hilfe von Fördervereinigungen wie dem Piusverein (gegründet 1857) und der Katholischen Gesellschaft für inländische Mission (gegründet 1863) entstanden in den 1860er Jahren in kurzer Folge weitere Seelsorgestationen und spätere Pfarreien im Kanton Zürich: Männedorf (1864), Gattikon-Thalwil/Langnau (1864), Horgen (1865), Pilgersteg-Rüti/Wald (1866), Wald und Bubikon (1873), Uster (1876), Langnau (1877), Rüti (1878), Wädenswil (1881), Bülach (1882), Wetzikon (1890), Bauma (1894), Adliswil (1894), Pfungen (1895), Dübendorf (1897) und Küsnacht (1901). So kam es, dass um 1900 im Kanton Zürich bereits 20 katholische Pfarreien existierten, unter anderem auch die in Uster.
Die heutige Pfarrei St. Andreas ist eine Filiale der Pfarrei St. Stefan Männedorf. Die Volkszählung im Jahr 1870 hatte ergeben, dass in Uster 104 und im ganzen Bezirk Uster 227 Katholiken lebten. Es handelte sich um meist ausländische Arbeitskräfte, v. a. aus Tirol, die während des Jahres in Uster eine Arbeit fanden und über den Winter wieder in ihre Heimat reisten. Immer mehr von ihnen liessen sich aber in Uster fest nieder. Aus diesem Grund trieb die Inländische Mission, die im Jahr 1864 bereits in Männedorf eine erste Missionsstation in der Region gegründet hatte, die Eröffnung einer weiteren Gemeinde in Uster voran. Im Jahr 1876 wurde in Uster die Missionsstation eröffnet, die im Jahr 1881 zum Pfarrrektorat und im Jahr 1884 zur eigenständigen Pfarrei ernannt wurde. Der erste katholische Gottesdienst in Uster nach der Reformation fand am Dreifaltigkeitssonntag, dem 11. Juni 1876, im alten Schulhaus unter der Anwesenheit von 150 Gläubigen statt. Die katholische Gemeinde hatte in diesem Jahr den Raum im alten Schulhaus für jährlich 100 Franken für Gottesdienste angemietet. Jedoch bereits im November des gleichen Jahres beanspruchte die Schule den Raum wieder für sich selber, sodass die katholische Gemeinde in einen Wirtschaftssaal im Schloss Uster und gelegentlich auch in den Saal des Restaurants Usterhof ausweichen musste. In dieser ersten Zeit gehörten zur Missionsstation Uster auch die Gemeinden Dübendorf, Greifensee, Aathal-Seegräben, Wangen, Fällanden, Schwerzenbach, Volketswil, Wetzikon, Egg, Maur, Mönchaltorf, Pfäffikon, Fehraltorf und Illnau. Im Jahr 1880 wohnten in dieser Region 505 Katholiken.

## Die erste Kirche

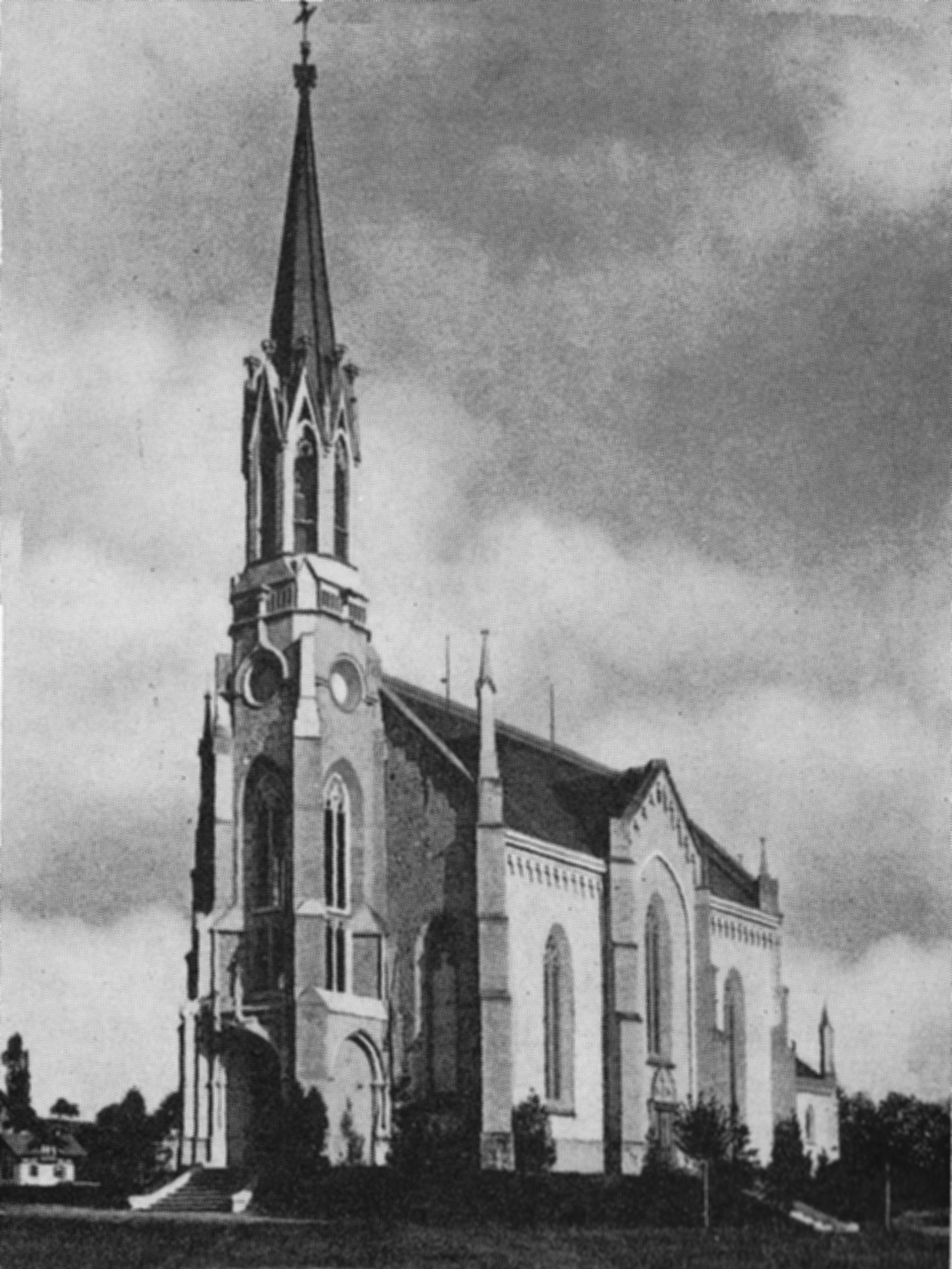
Herz-Jesu-Kirche Uster, 1884–1962

Zu Beginn der 1880er Jahre hatte sich ein Komitee für den Bau einer katholischen Kirche in Uster gebildet. Dieses beauftragte Architekt Wilhelm Keller mit der Ausarbeitung der Baupläne. Keller hatte bereits Kirchen und Pfarrwohnungen in Horgen und Langnau am Albis geplant und gebaut. Pfarrer Mayr hingegen wollte keine bescheidene Kirche mit angebautem Pfarrhaus, sondern eine «grosse und würdige gotische Kirche» samt freistehendem Pfarrhaus erstellen lassen. Pfarrer Mayr konnte den Bischof in Chur, Franz Konstantin Rampa, von seiner Vision begeistern, sodass der Bischof dem Pfarrer freie Hand gab. Pfarrer Mayr kaufte daraufhin das Land für den Bau der Kirche im Rennenfeld und im Rennenbühl und trieb den Kirchbau voran. Baumeister Bianchi aus Uster begann 1883 mit dem Bau der Kirche und wurde dabei von Baumeister Dellagiacoma aus Egg unterstützt. Am 5. Januar 1884 fand die feierliche Einsegnung der neugotischen Kirche statt. Das Gotteshaus wurde dem Herz Jesu, in zweiter Linie dem hl. Apostel Andreas gewidmet. In den folgenden Jahren wurde der Bau in Etappen vollendet. Von 1884 bis 1887 wurde das Pfarrhaus, das auch einen Unterrichtssaal enthielt, erbaut. 1890 konnte der Turm vollendet werden. 1891 erhielt die Kirche den neugotischen Altar aus der Kirche St. Peter und Paul Winterthur und 1898 eine Kanzel, die von O. Hollenstein, Wil, erstellt wurde. 1900 baute man in die Kirche eine Empore ein, auf die 1919 die Orgel zu stehen kam. 1903 wurde vom Kirchenmaler Stöckli das Innere der Kirche ausgemalt. 1905 erhielt die Kirche den neugotischen Hochaltar, der von Ed. Preissle in Zürich gefertigt wurde. Im Jahr 1906 bekam der Glockenturm seine ersten Glocken, die jedoch entgegen der getroffenen Vereinbarung nicht auf das Geläut der reformierten Kirche abgestimmt waren, sodass sie umgegossen und im Jahr 1907 ein zweites Mal geweiht und in den Turm aufgezogen werden mussten. 1912 folgte der Marienaltar und 1915 der Josefsaltar, beide von der Firma Marmon und Blank, St. Gallen-Georgen, geschaffen. Als im Jahr 1919 die Orgel eingebaut war, welche die Firma Kuhn erbaut hatte, war die erste katholische Kirche von Uster nach einer vierzigjährigen Bauzeit fertiggestellt.

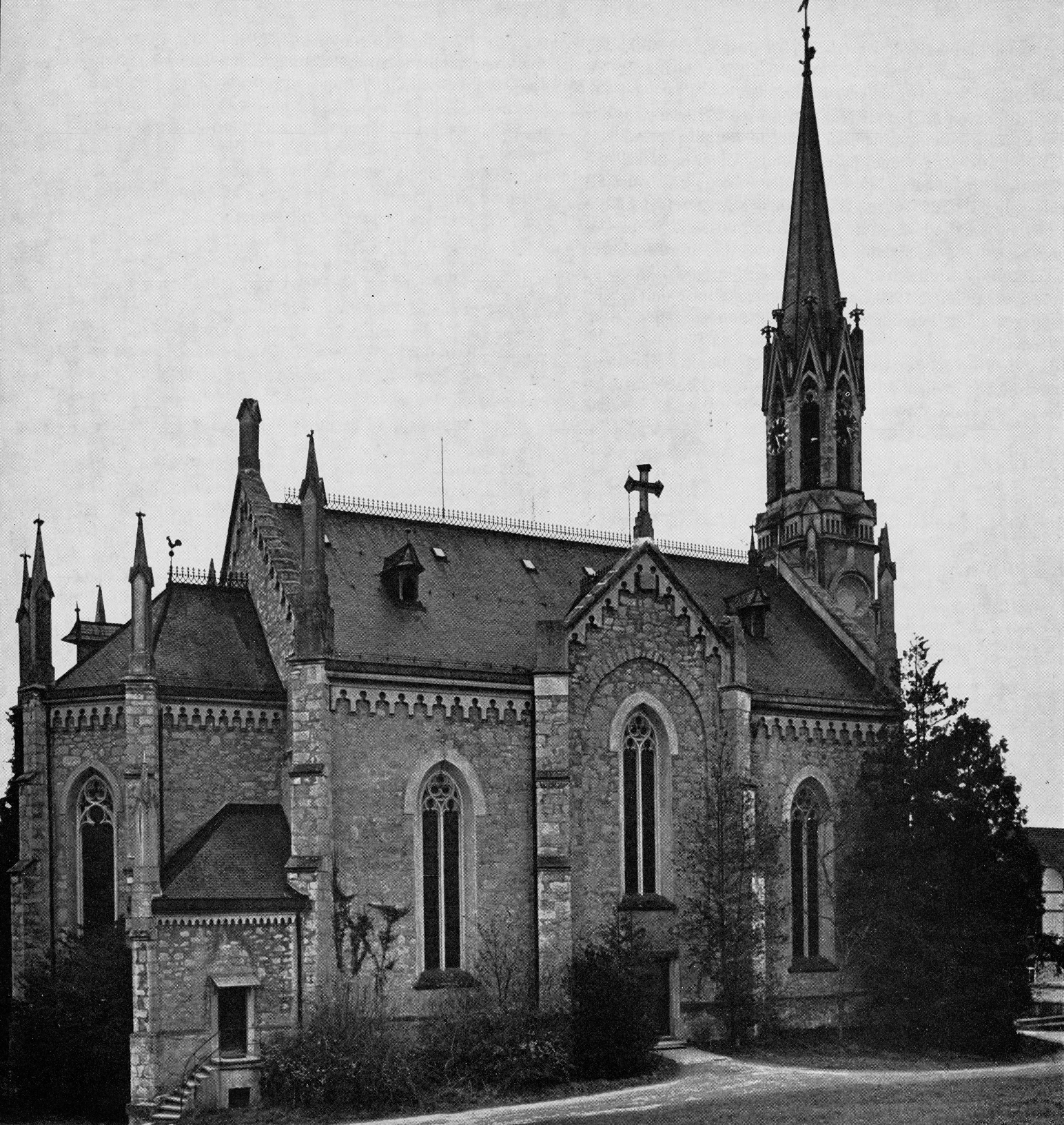
Herz-Jesu-Kirche, Seitenansicht
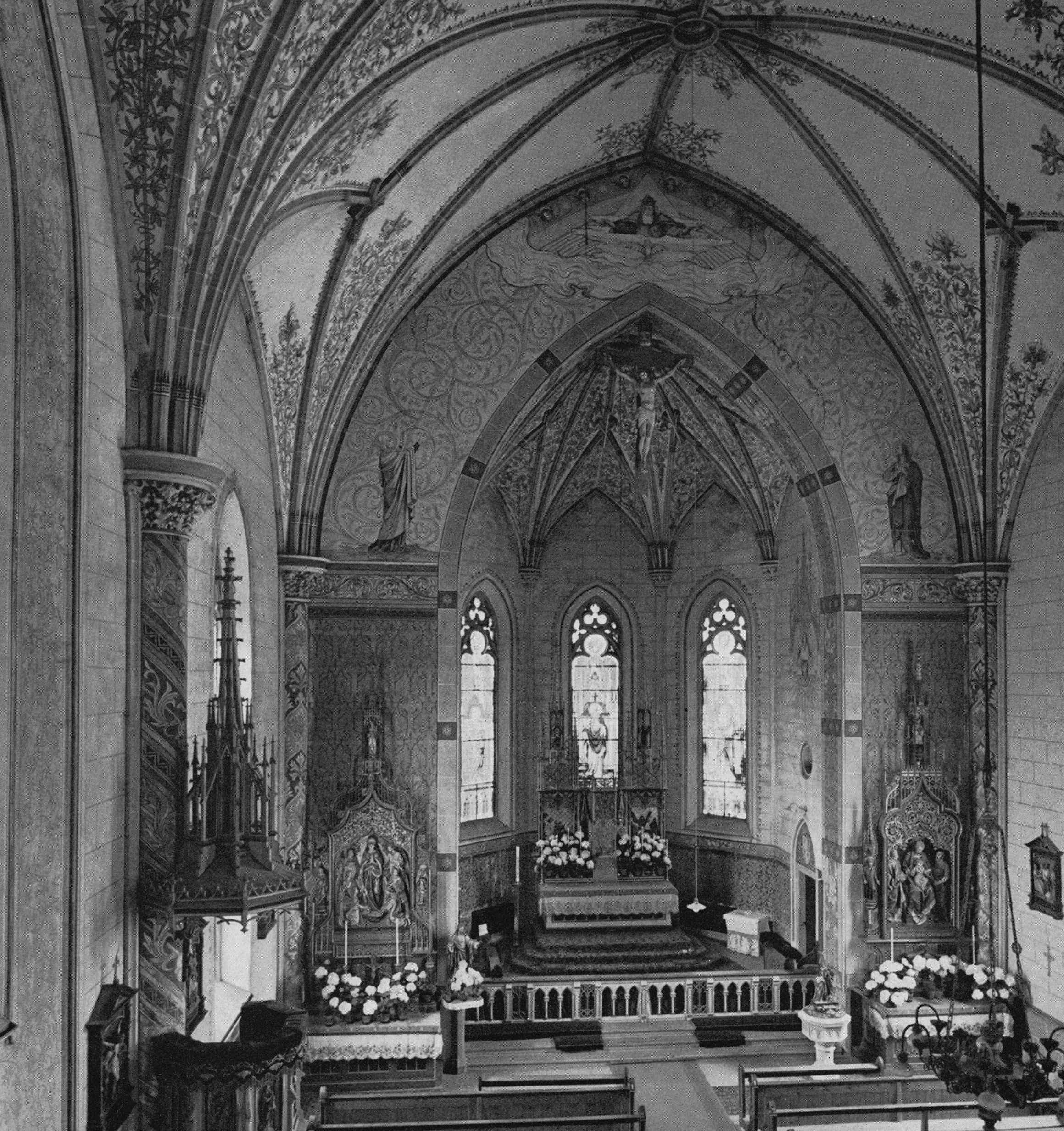
Innenansicht
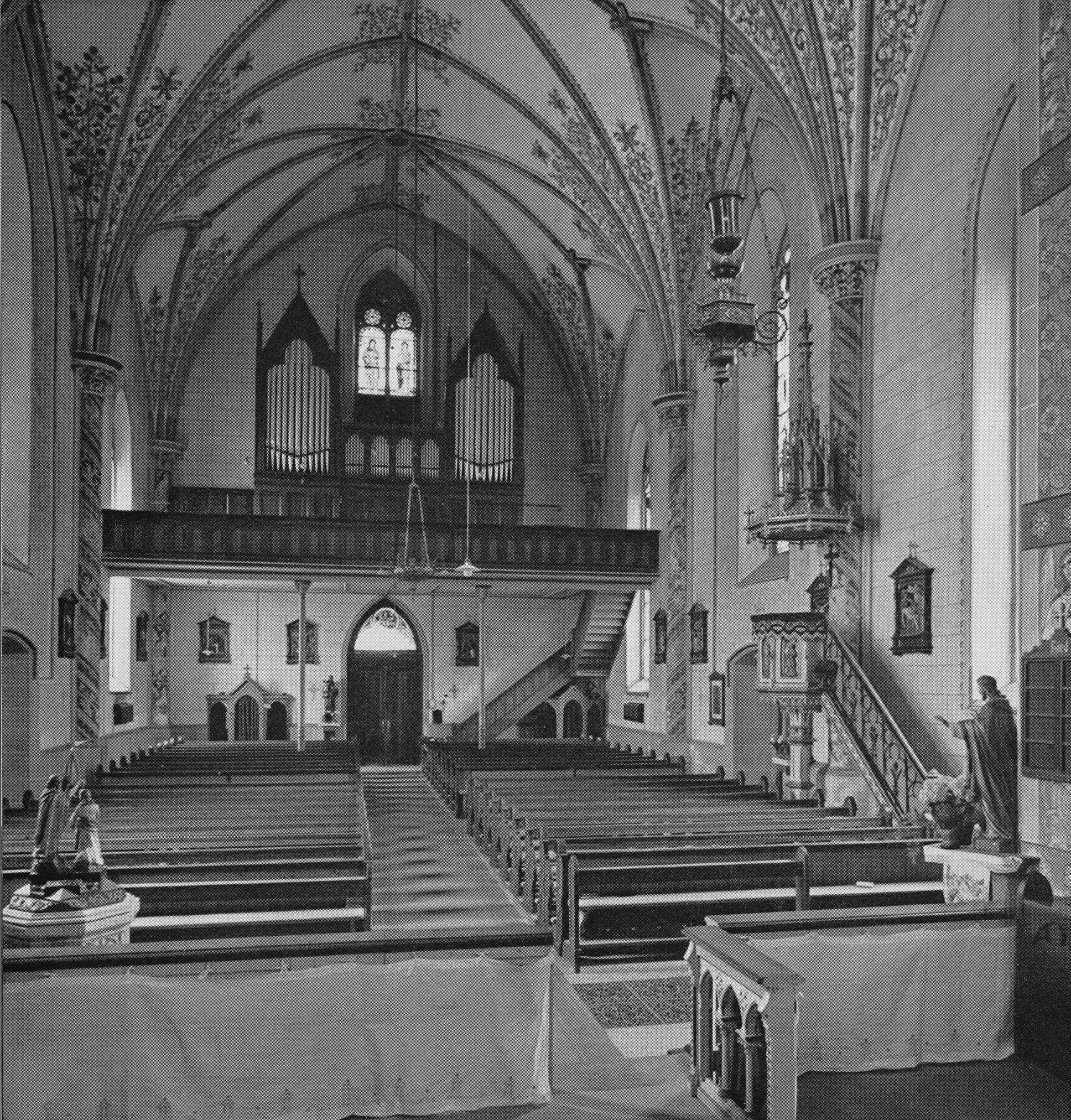
Blick zur Empore
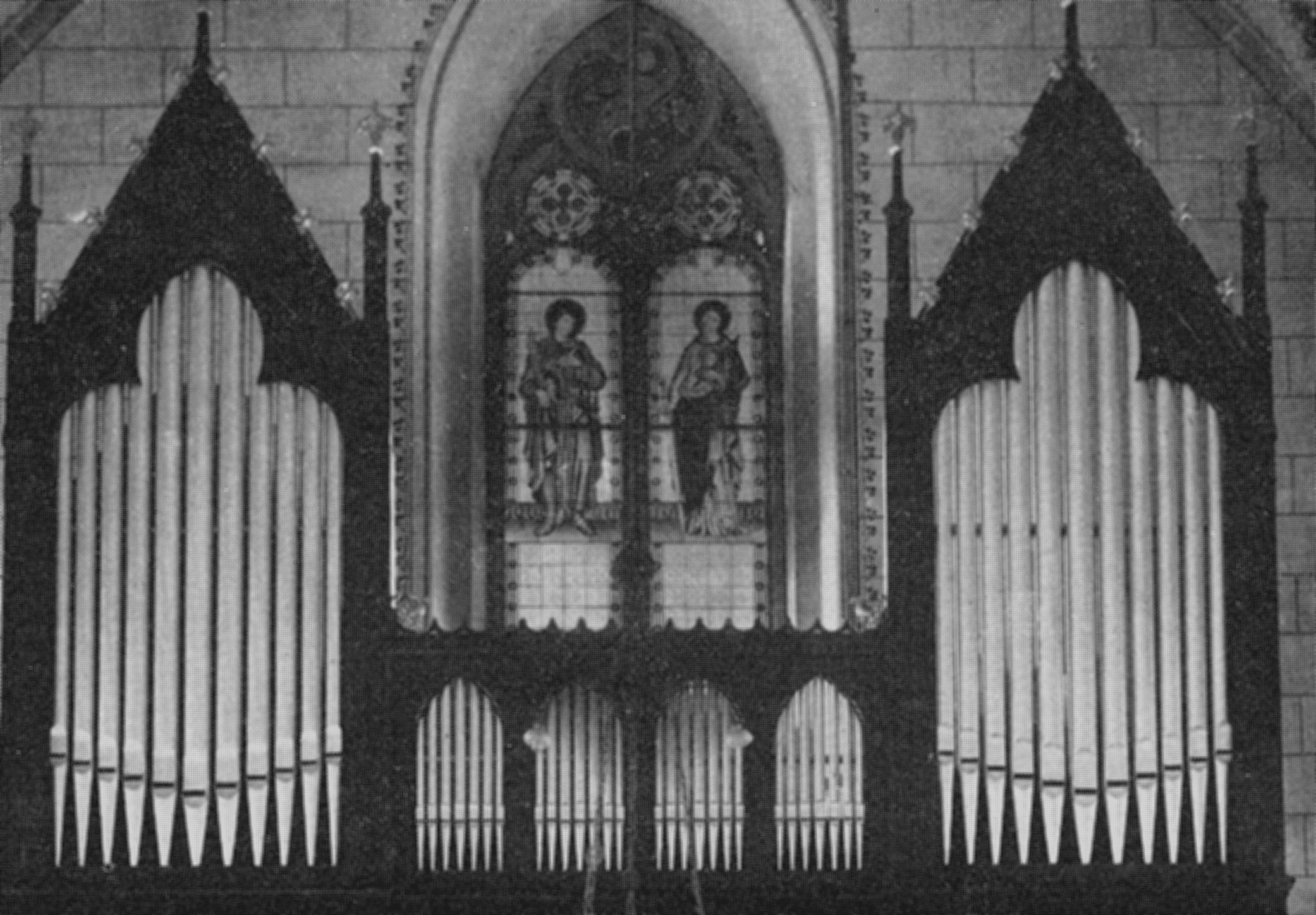
Orgel der Herz-Jesu-Kirche

## Die zweite Kirche
Nach einer längeren Projektierungsphase wurde im Jahr 1957 beschlossen, das in die Jahre gekommene und zu klein gewordene Gotteshaus durch einen Neubau zu ersetzen. Im Jahr 1959 wurde ein Wettbewerb für den Neubau von Kirche, Turm, Pfarrhaus, Saal und Pfarreizentrum ausgeschrieben. In diesem Wettbewerb wurden fünf Projekte prämiert, das Siegerprojekt war das Konzept «Basalt» von André M. Studer, Gockhausen, nach dessen Plan dann die zweite katholische Kirche von Uster erbaut wurde. Da die Baukosten recht hoch waren, wurde entschieden, den Bau in zwei Etappen zu realisieren: Zunächst wurden das Pfarrhaus und der Saal gebaut, danach folgte der Kirchturm samt Velounterstand, danach die Kirche und schliesslich das Kirchgemeindehaus. Am 14. Dezember 1961 stimmte die Kirchgemeindeversammlung dem Bau der ersten Etappe zu. Ab dem 27. Juli 1962 wurde das Pfarrhaus gebaut und kurz vor Weihnachten 1963 bezogen. Am 23. April 1963 wurde die alte Herz-Jesu-Kirche gesprengt und anschliessend das Gelände für den Bau der heutigen Kirche vorbereitet.

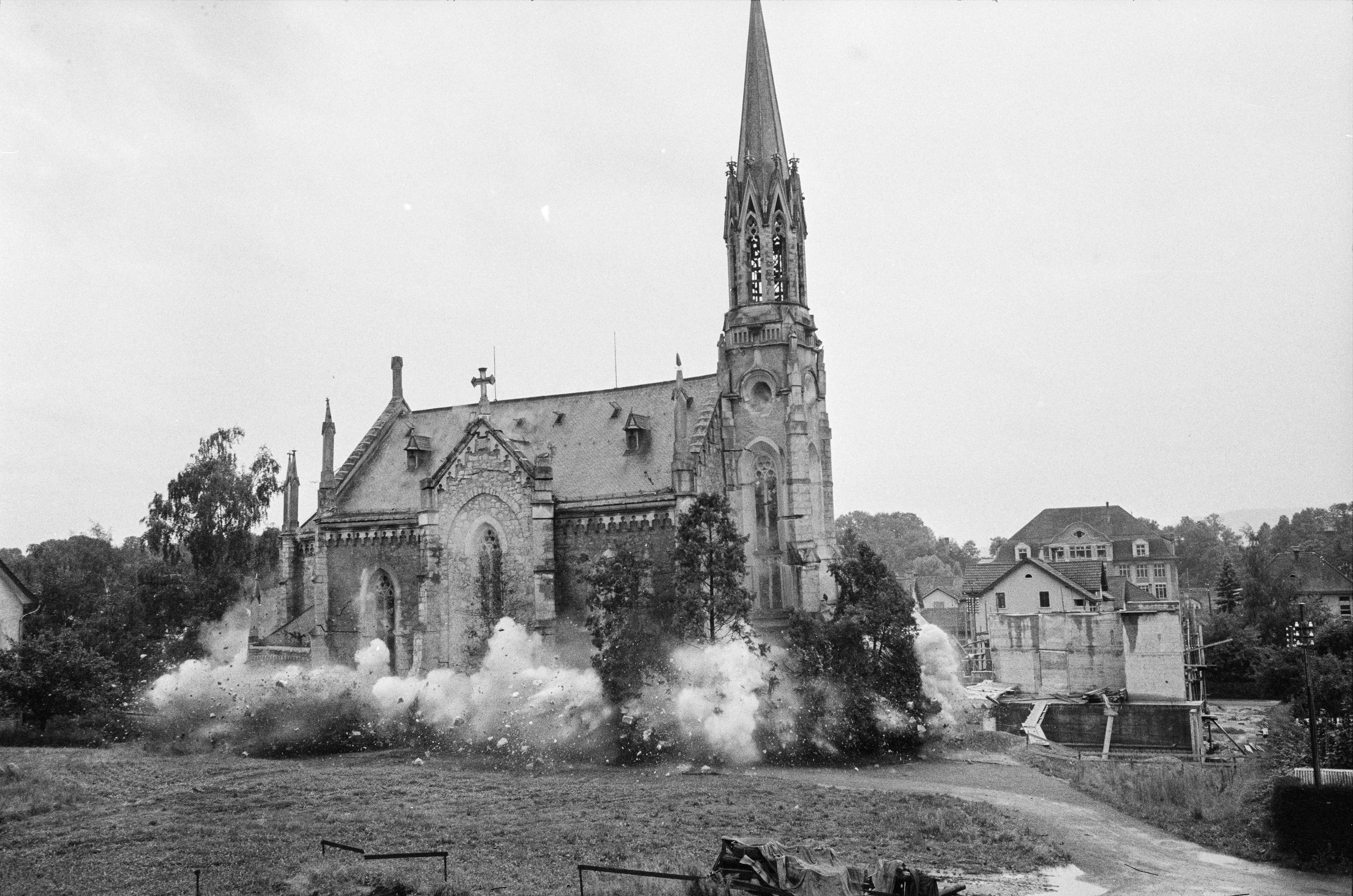
Sprengung der Herz-Jesu-Kirche im Jahr 1963
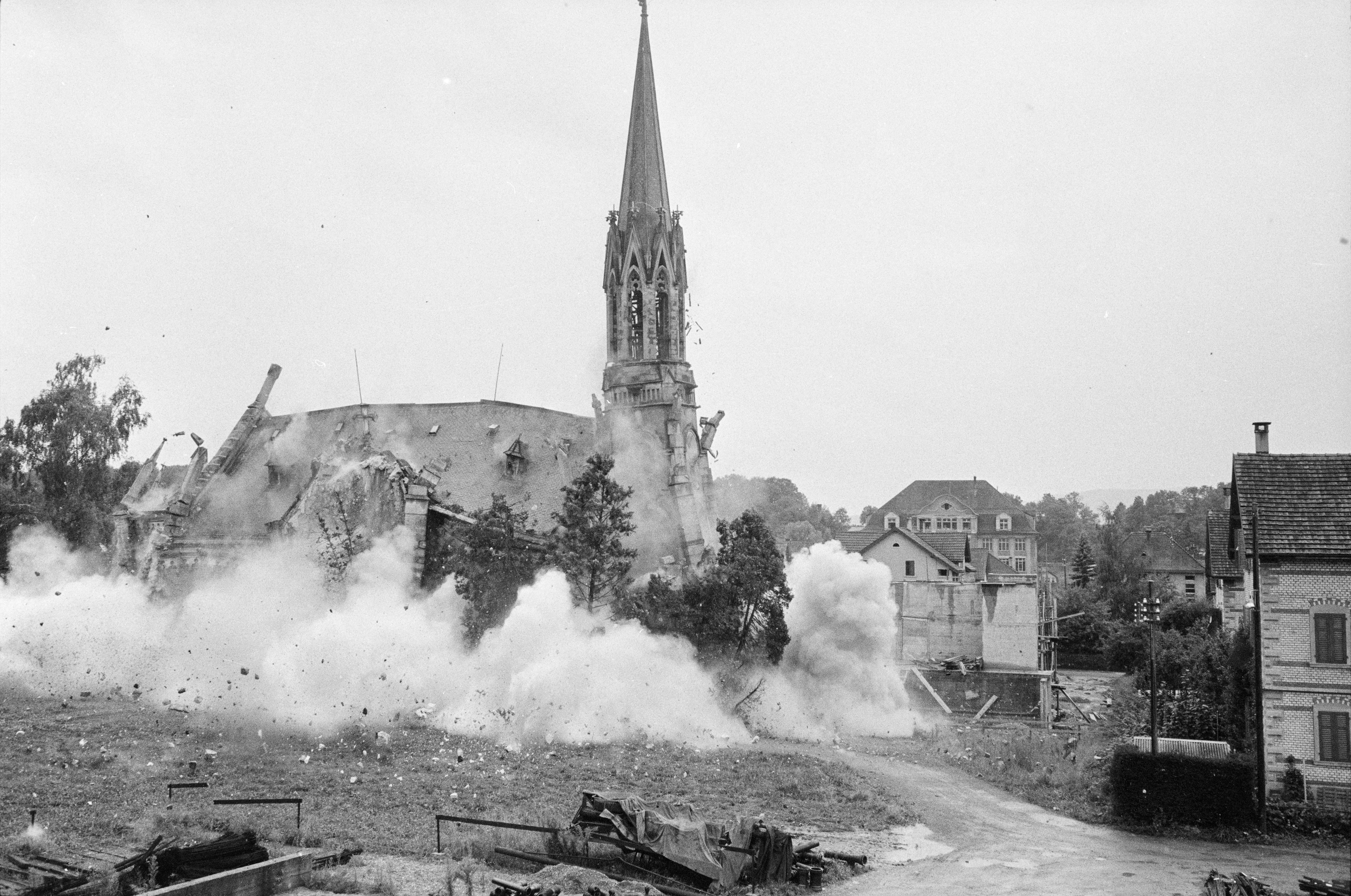
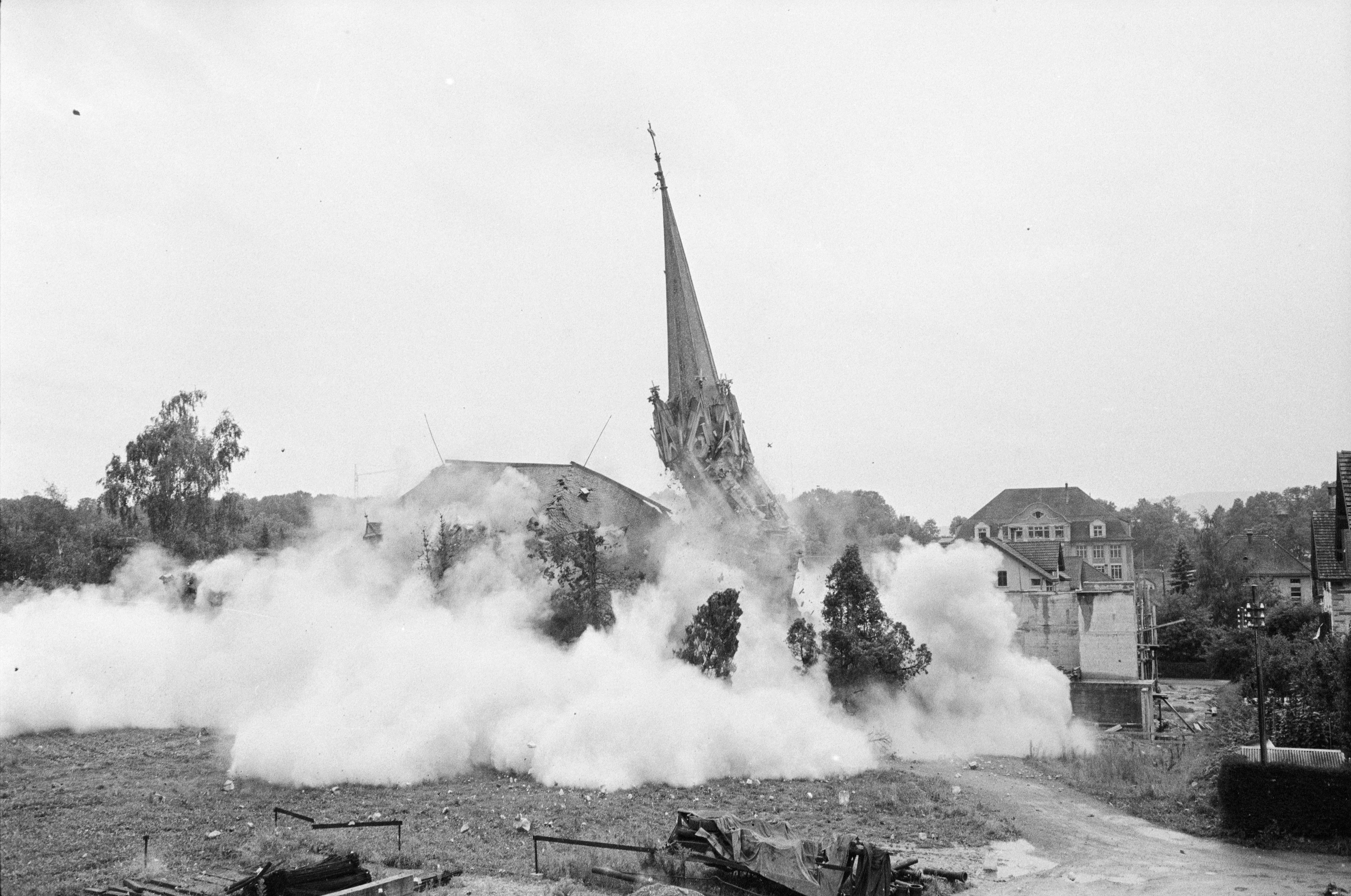
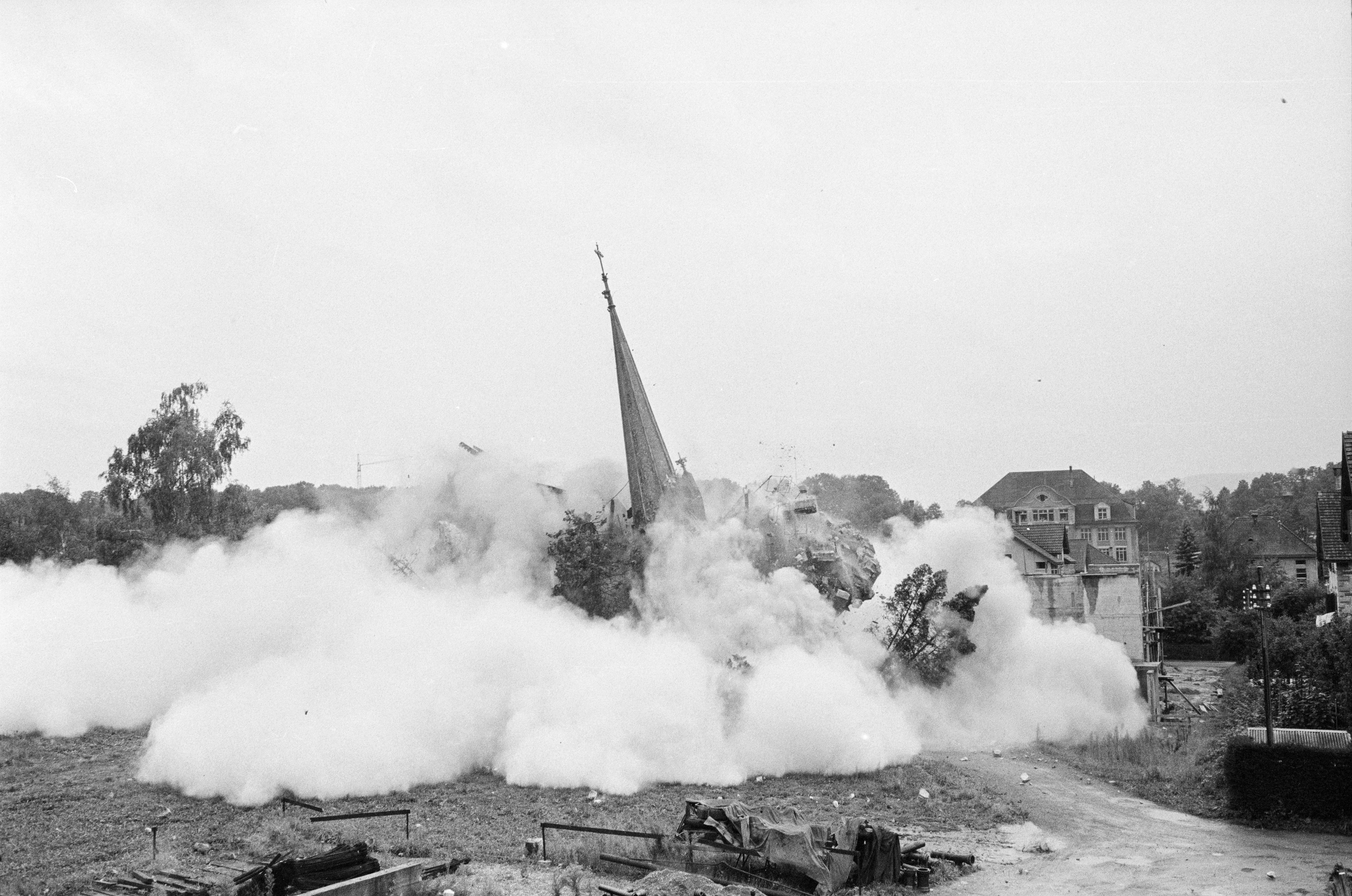

Am 20. September 1964 erfolgte die Grundsteinlegung der neuen katholischen Kirche St. Andreas durch den Generalvikar Alfred Teobaldi. Verantwortlich für den Bau der Kirche war der Architekt André M. Studer, der auch die katholische Kirche St. Elisabeth in Kilchberg und das Lasalle-Haus der Jesuiten in Edlibach erbaute. Am 20. März 1966 wurde die neu erbaute Kirche eingeweiht. Im Jahr 1999 wurde anlässlich der Feier 900 Jahre Christentum in Uster ein Holzreliquiar von Brunello Rino, Uster, handgeschnitzt. Die darin befindlichen Reliquien des hl. Andreas wurden in Amalfi geholt. In den Jahren 2005 bis 2007 wurden das Pfarreizentrum und die Kirche umfassend saniert.
Die Pfarrei St. Andreas gehört zusammen mit der Pfarrei Bruder Klaus Volketswil und dem Pfarrrektorat Johannes XXIII. Greifensee zur Kirchgemeinde Uster.

## Baubeschreibung

### Äusseres und Kirchturm

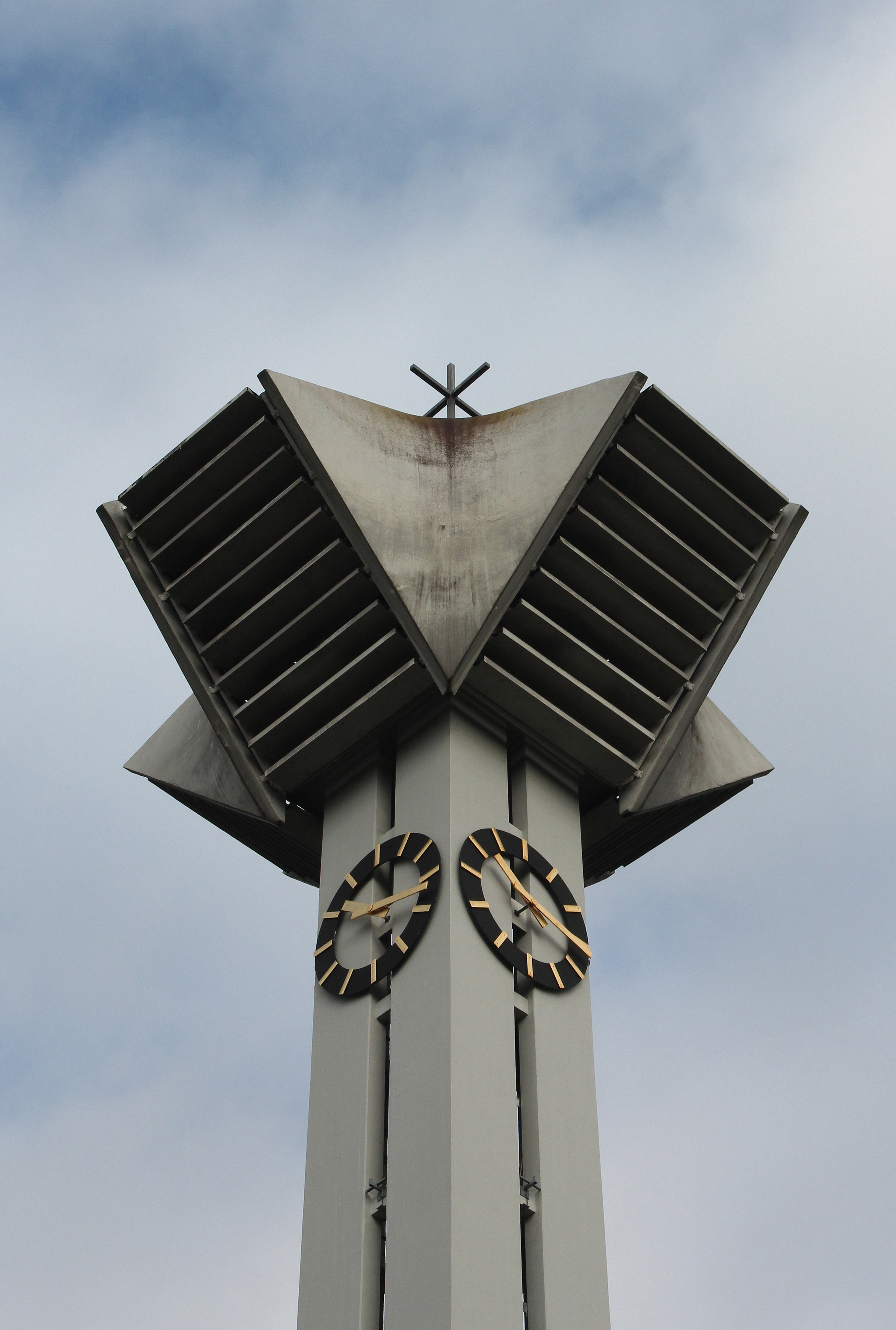
Die markante Glockenstube des Kirchturms

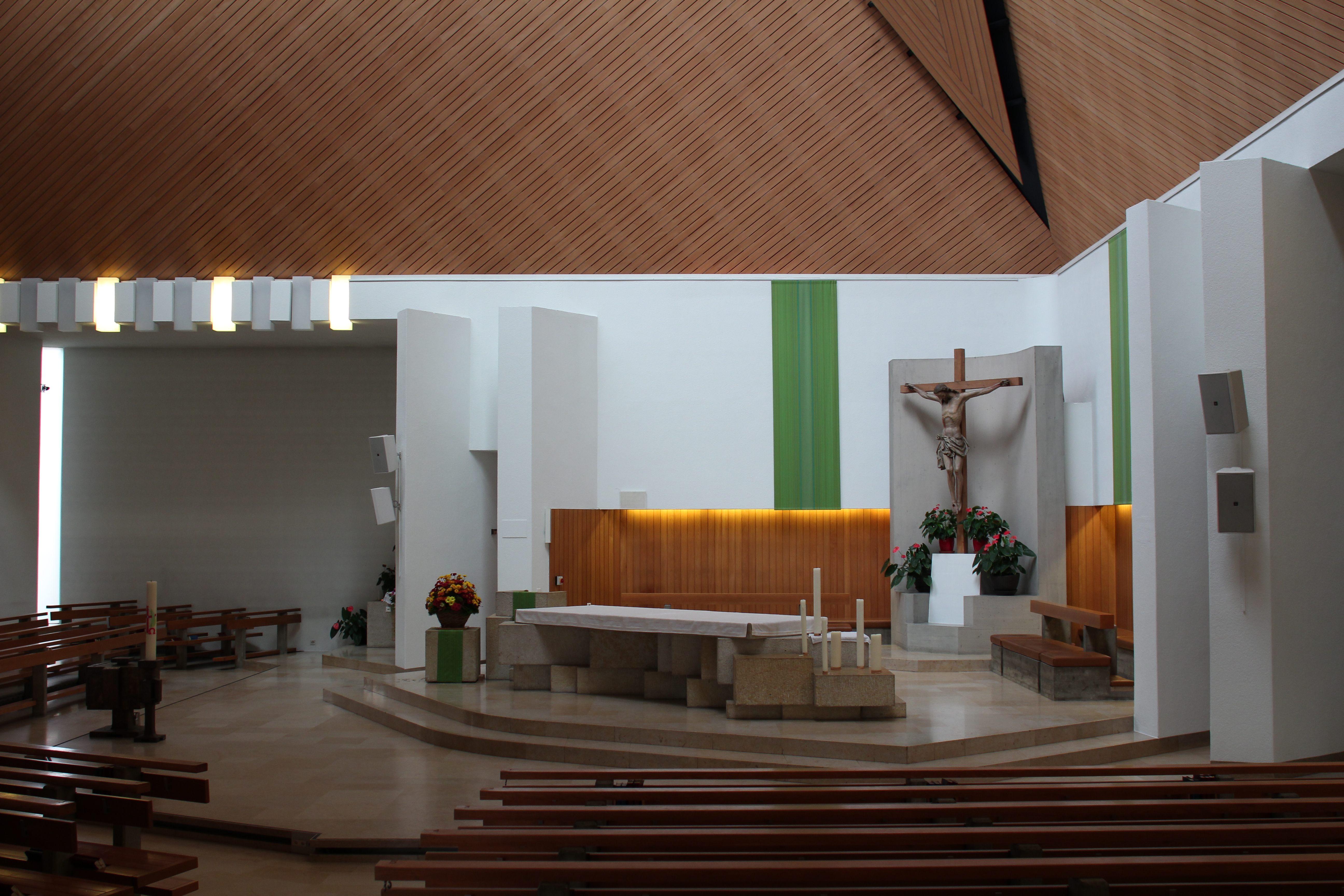
Innenansicht

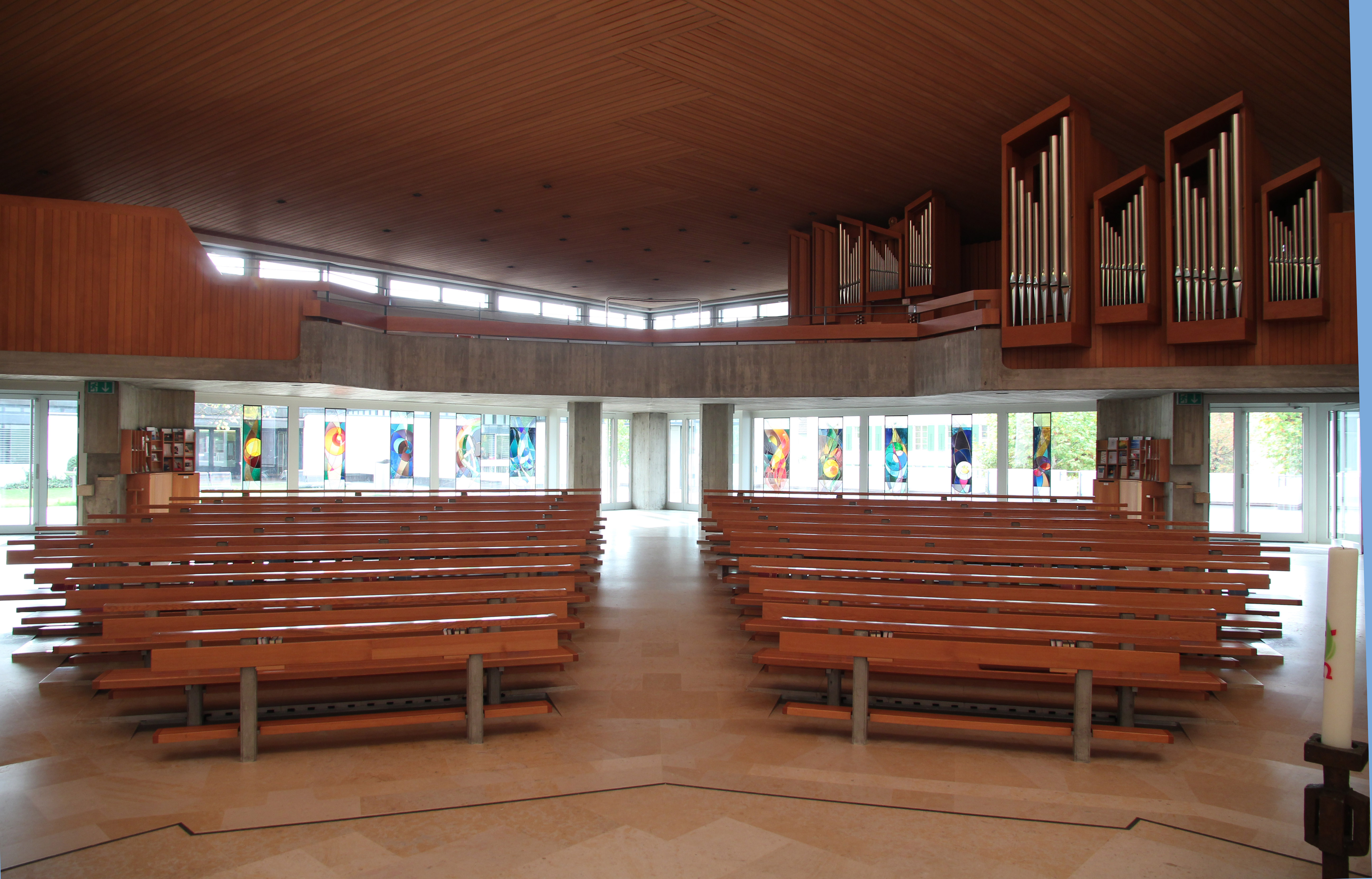
Blick zur Orgelempore

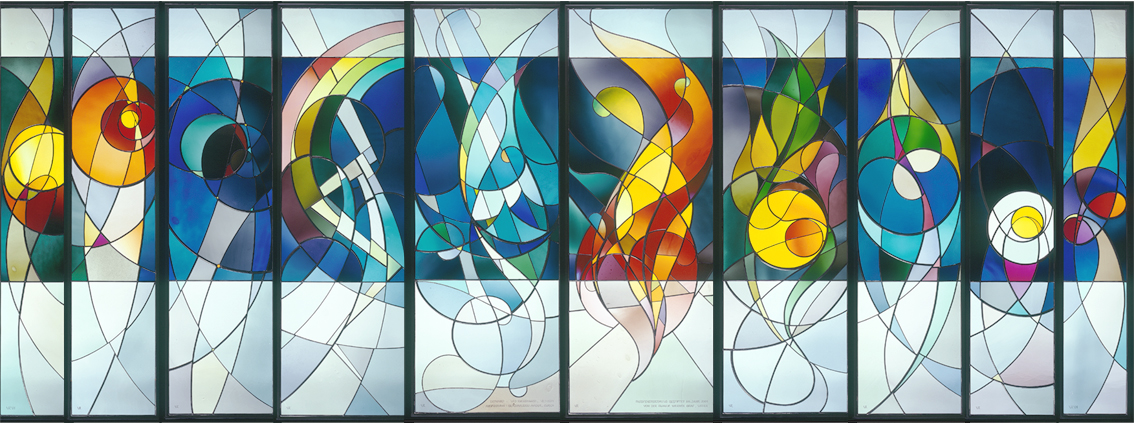
Fotomontage der Glasfenster von Urs Rickenbach

Die Kirche St. Andreas befindet sich in der Stadtmitte von Uster an der Neuwiesenstrasse. Der schlanke Kirchturm mit seiner markanten Glockenstube zeigt von weitem den Standort der Kirche an. Über breite Treppen gelangt man im Aussenraum der Kirche zu den unterschiedlichen Gebäudeteilen von Kirche, Pfarrhaus und Pfarreizentrum. Die Kirche besitzt ein komplex aufgebautes, steil aufragendes Dach. Im Bauinventar der Stadt Uster wird die Kirche St. Andreas als bedeutendes Werk des Architekten André M. Studer aufgeführt. Vor der Kirche befindet sich eine Statue des hl. Andreas, die aus Beton gefertigt wurde. Die Skulptur wurde von Hans von Matt, Stans entworfen und von Primo Ortelli ausgeführt.
Vier der fünf Glocken der Kirche St. Andreas stammen aus der Vorgängerkirche und wurden im Jahr 1907 von der Glockengiesserei Rüetschi, Aarau, gefertigt. Diese Glocken ersetzten die im Jahr 1906 gegossenen Glocken, da diese ersten Glocken entgegen der Vereinbarung nicht auf das Geläut der reformierten Kirche Uster abgestimmt gewesen waren. Die ersten vier Glocken wurden am 17. November 1907 geweiht. Auf der vierten Glocke ist beim Wort «Jesu» ein Schreibfehler zu entdecken.
| Nummer | Gewicht | Durchmesser | Ton | Widmung              | Inschrift |
| ------ | ------- | ----------- | --- | -------------------- | --- |
| 1      | 1200 kg | 124 cm      | e   | Erlöser              | «Divino salvatori te redemptus laudet orbis grata servans munera» |
| 2      | 815 kg  | 113 cm      | fis | Angelusglocke, Maria | «Me resonante pia populi memor esto maria» = «Wenn ich töne, soll das Volk der guten Maria eingedenk sein»                                                                                        |
| 3      | 520 kg  | 93 cm       | a   | Apostel              | «Apostolorum gloram laetis canamus mentibus» = «Mit frohem Sinn wollen wir das Lob der Apostel verkünden» und «Dem heiligen Apostel Andreas bin ich geweiht, seit alter Zeit Patron dieses Ortes» |
| 4      | 260 kg  | cm          | cis | Totenglocke          | «Piae defunctorum memoriae» = «Den Entschlafenen zum frommen Gedächtnis geweiht» und «Pie Jseu (sic!) domine dona eis requiem» = «Guter Herr Jesus gib ihnen die ewige Ruh»                       |

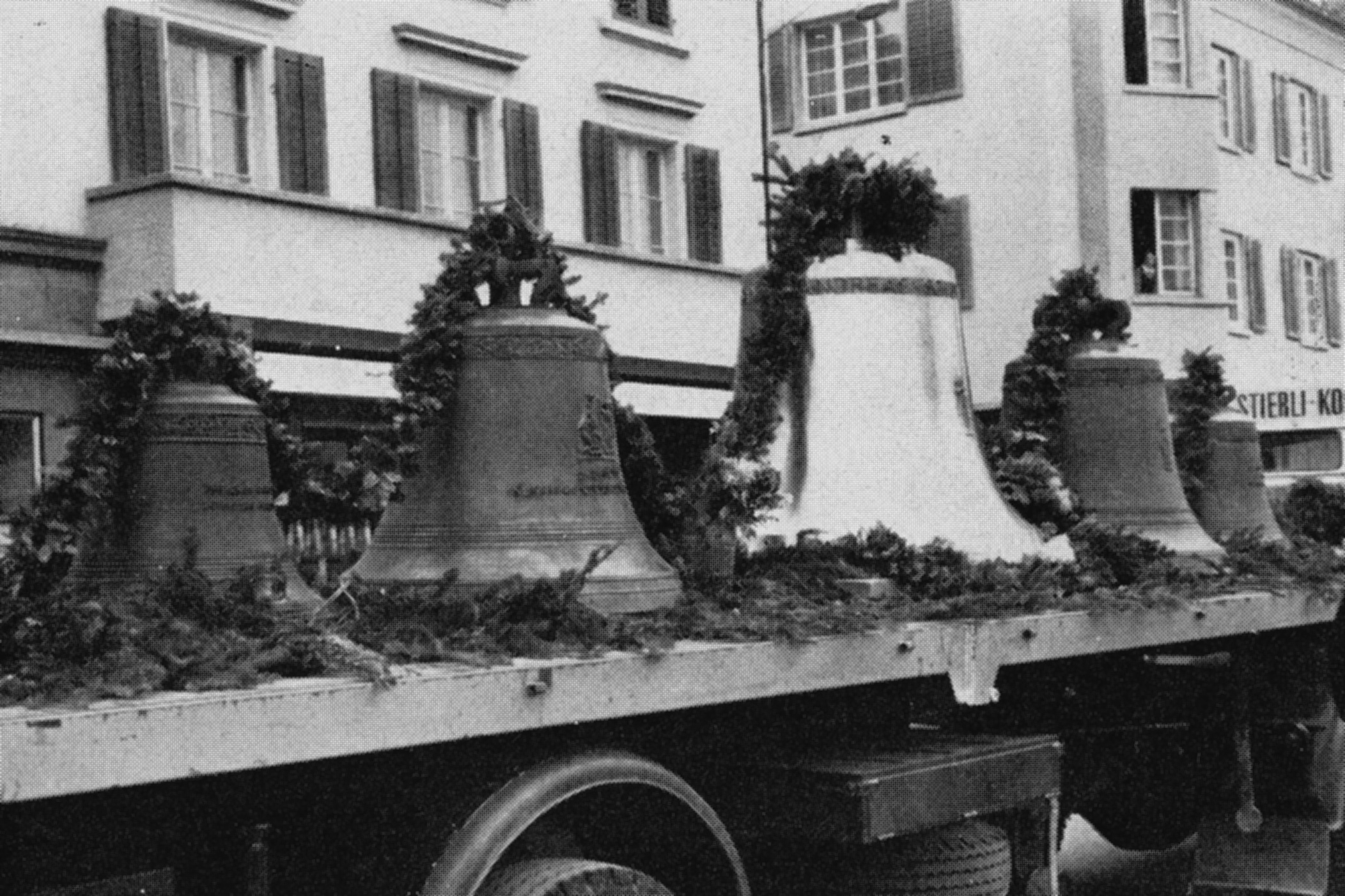
Ankunft der Glocken 1963
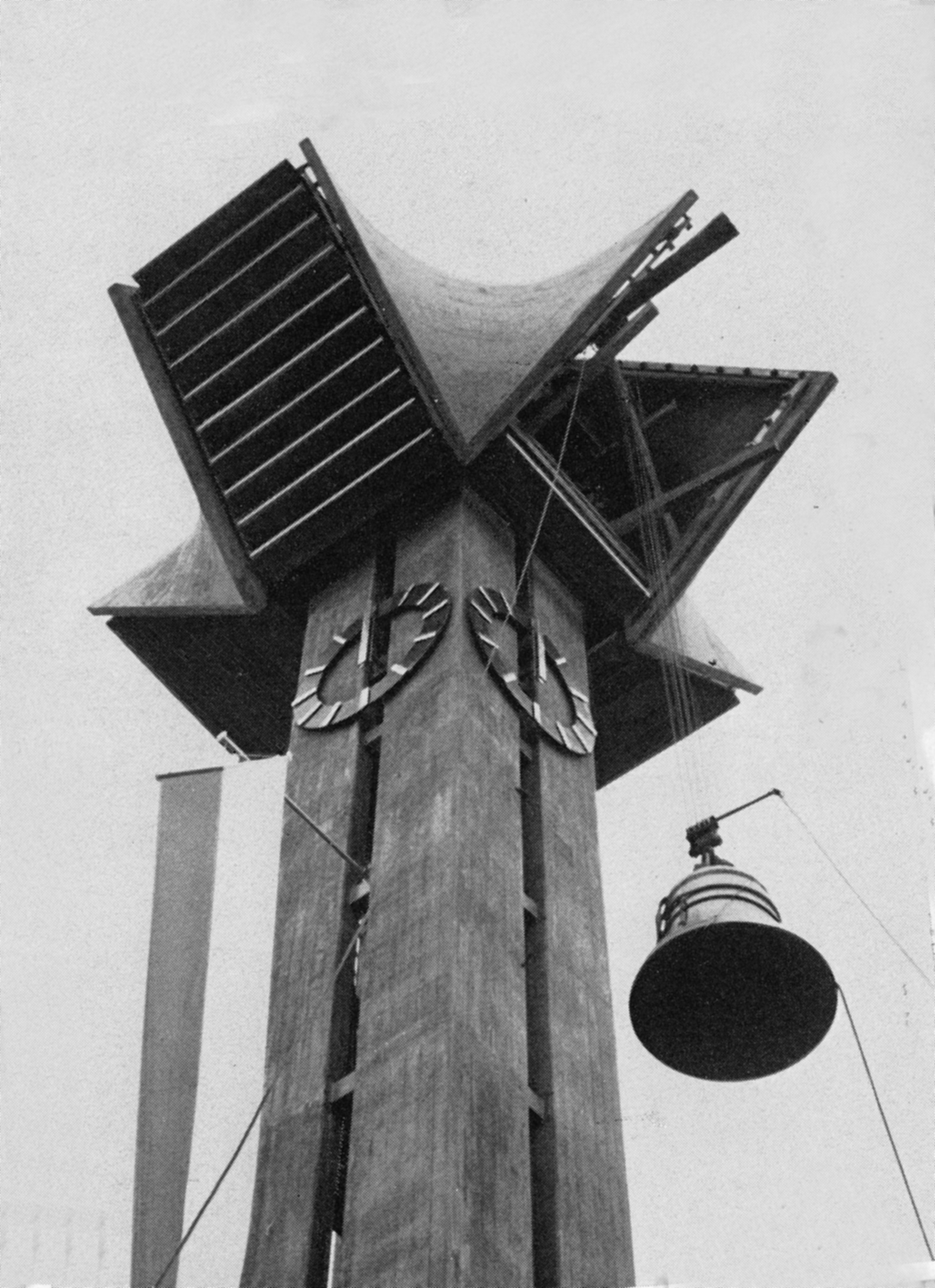
Aufzug der Glocken
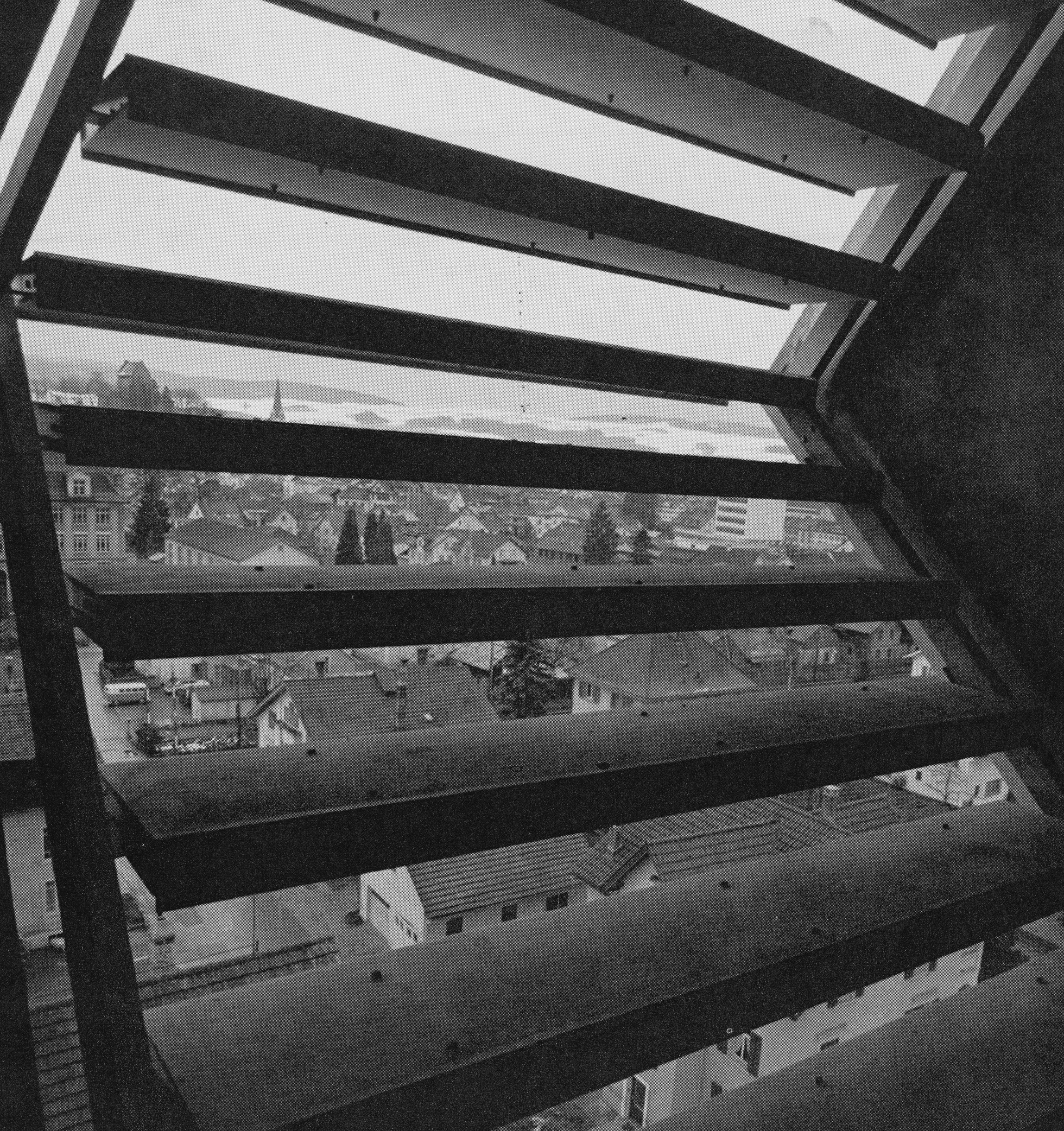
Blick aus der Glockenstube
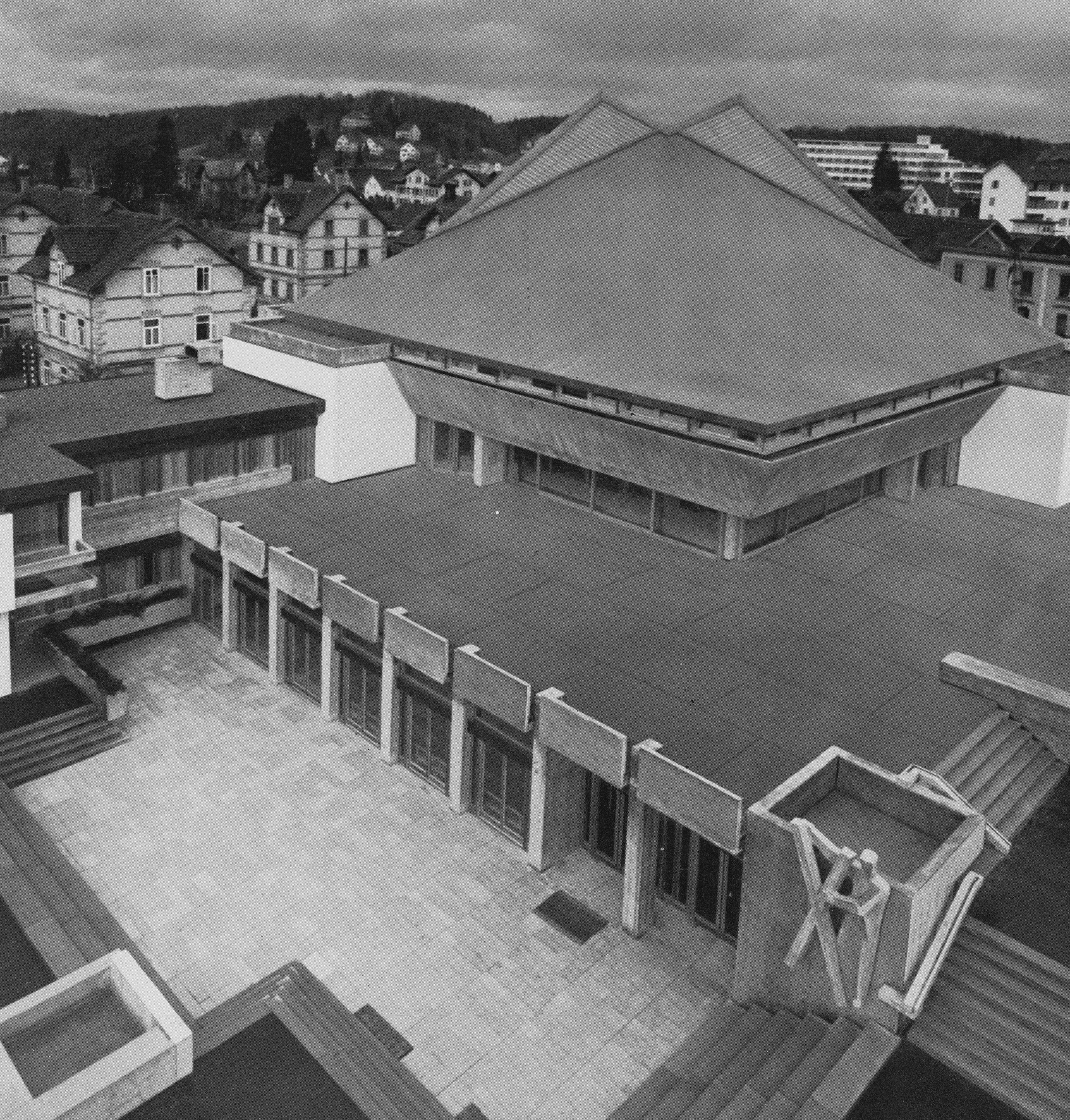
Blick vom Kirchturm auf die Andreaskirche

Zusätzlich zu diesen vier alten Glocken wurde im Jahr 1966 in der Glockengiesserei Rüetschi eine fünfte Glocke gegossen: 
| Nummer | Gewicht | Durchmesser | Ton | Widmung     | Inschrift                             |
| ------ | ------- | ----------- | --- | ----------- | ------------------------------------- |
| 5      | 2100 kg | 153 cm      | cis | St. Andreas | «Sanct Andreas schütze Dorf und Volk» |

Im Jahr 1966 wurden die ersten vier Glocken in der Glockengiesserei Rüetschi überholt und dann zusammen mit der neuen, fünften Glocke am 9. Dezember in den am 13./14. November 1963 erstellten Kirchturm aufgezogen.

### Innenraum und künstlerische Ausstattung
Der Innenraum der Kirche ist als Querbau gestaltet, wodurch die Gottesdienstbesucher nahe beim Altar sitzen können. Die Kirchenbänke sind im Halbkreis um den Altar gruppiert, wodurch dem Communio-Gedanken des Zweiten Vatikanischen Konzils räumlich Ausdruck gegeben wird. Die Wände der Kirche sind aus hell gestrichenem Beton. Über ihnen ragt das mit Holz verkleidete Kirchendach steil auf. Das Licht dringt durch ein Oberlicht im Kirchendach in die Kirche und taucht den Gottesdienstraum in je nach Sonneneinstrahlung und Tageszeit wechselndes Licht. Auf der Rückseite der Kirche sind ebenerdig weitere Fenster eingelassen, die den Raum zusätzlich erhellen.
Im Jahr 2001 erhielt die Kirche Buntglasfenster, die von Urs Rickenbach, Uetikon am See, gestaltet und von der Firma Glas Mäder, Zürich, ausgeführt wurden. Diese zehn Buntglasfenster thematisieren den Sonnengesang von Franz von Assisi in symbolischer Bildsprache. Ursprünglich beauftragt, Medaillons zu gestalten, entschied sich Urs Rickenbach aufgrund der architektonischen Gegebenheiten der Kirche, den Sonnengesang als durchgehende Bänder vom Boden bis zur Decke auszuführen. In der Mitte der Bänder leuchten die zehn Glasfenster in starken Farben, die oberen und unteren Bereiche der Bänder lassen die Formensprache der jeweiligen Gestaltung auslaufen. Die Fenster thematisieren von links nach rechts die einzelnen Strophen des Sonnengesangs:
- Aufgesang: Die Anrufung Gottes durch den hl. Franziskus wird durch verknüpfende Linien von unten nach oben ausgeformt. In der Mitte des Fensters befindet sich eine gelbe Kreisfläche – eine Vorwegnahme der Sonne als Zeichen Gottes in der zweiten Strophe. Auf diese Weise wird formal und farblich Bezug auf die benachbarten Fenster genommen, sodass ein Spannungsbogen über die zehn Fenster hinweg entsteht.
- Bruder Sonne: Das zweite Fenster thematisiert die Sonne als Gestirn des Tages, als Mutter des Feuers und als Voraussetzung allen Lebens. Die Sonne wird im Fenster als Zentralgestirn dargestellt, um das sich planetarische Umlaufbahnen und Spiralformen bewegen. Die Spirale ist Symbol für Wachstum und Entwicklung.
- Schwester Mond und Sterne: Der Mond ist der Himmelskörper, der der Erde am nächsten steht. Der Einfluss des Mondes auf die Menschen und auf die Natur ist vielfältig und geheimnisvoll. So wird der Mond auf dem dritten Glasfenster als voller Kreis und als helle Sichel dargestellt. Der Mond ist Sinnbild des Werdens und des Vergehens, er regt den Menschen zum Nachdenken an. Die Sterne werden auf den Spiralen und Ellipsenfragmenten angedeutet. Die kühlen blauen Farbtöne stehen für die Nacht und kontrastieren mit denen des Tages.
- Bruder Wind: Die nun folgenden Strophen des Sonnengesangs sind den vier Elementen gewidmet. So wie der hl. Franziskus nicht nur das gute Wetter, sondern jegliche Witterung lobt, zeigt Urs Rickenbach neben dem Regenbogen – Sinnbild für den Bund Gottes mit den Menschen – auch Sturm, Blitz und peitschenden Regen.
- Schwester Wasser: Die diagonal verlaufenden Linien und die Spektralfarben an der Kontur des grossen Wassertropfens nehmen Bezug zum vorherigen Bild und können als verkleinerter Regenbogen gedeutet werden. Horizontal über die Bildmitte reihen sich Wellenkämme und verweisen auf die grossen Gewässer. Die Wirbel des bewegten Wassers füllen auch den unteren Teil des Fensters. Die eisigblauen, fast weissen Flächen erinnern an den gefrorenen Zustand des Wassers. Die aufstrebenden wallenden Linien am linken Rand stehen schliesslich für den dritten Aggregatzustand des Elements, für den Wasserdampf.

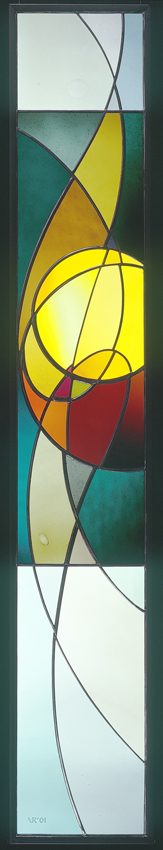
Aufgesang
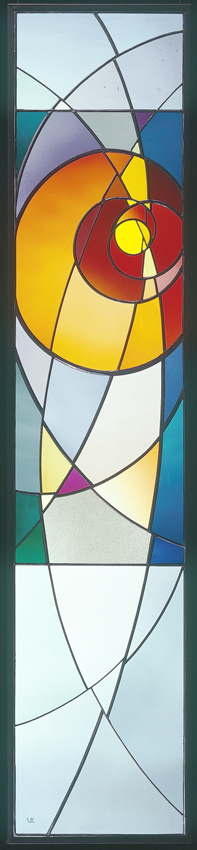
Bruder Sonne
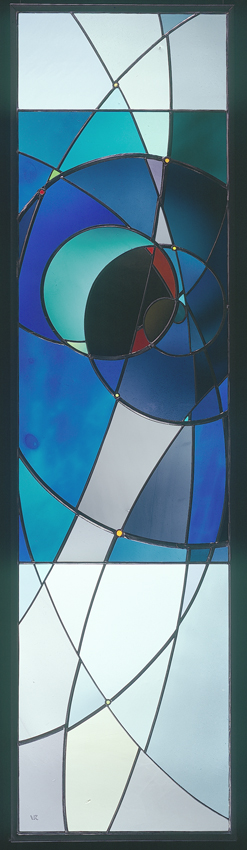
Schwester Mond und Sterne
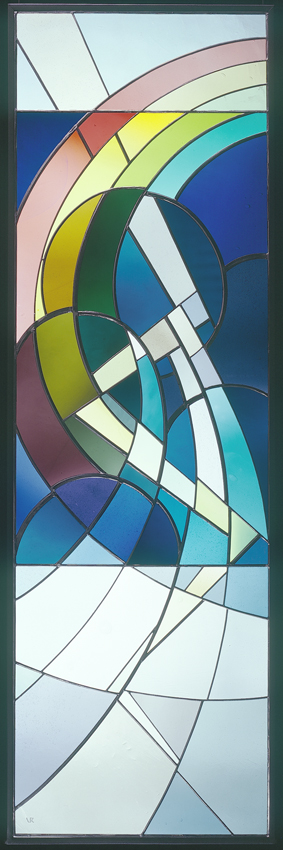
Bruder Wind
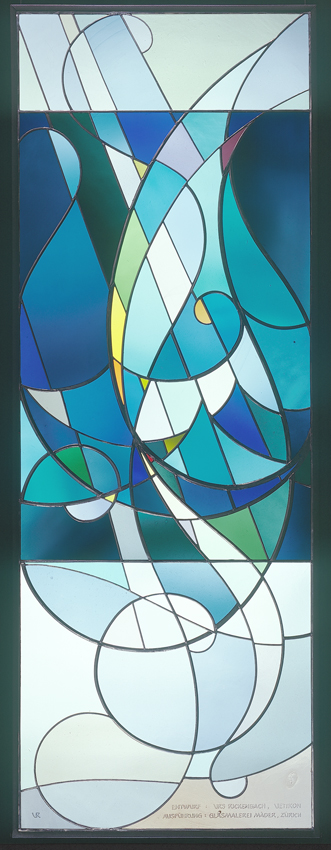
Schwester Wasser

- Bruder Feuer: Das Element Feuer wird formal ähnlich dargestellt wie das Wasser. Die farbliche Entwicklung dagegen nimmt den Kontrast von Feuer und Wasser auf: Warme Töne lösen die kalten ab. Wo das Wasser lebenspendende Eigenschaften hat, steht beim Feuer das Verzehrende im Vordergrund. Das Feuer kann ohne Nahrung nicht existieren und benötigt dafür Holz. Das abgebildete Holz ist in der Form des Andreas-Kreuzes dargestellt und verweist dadurch an den Patron der Kirche. Das brennende Herz – Symbol der Liebe – wird im unteren Teil der Farbtafel in warm leuchtenden Farben gezeigt.
- Schwester Mutter Erde: Die siebte Strophe des Sonnengesangs thematisiert die Erde, Schwester und Mutter zugleich. Zwei Generationen, in einem Körper vereint, werden auch auf dem Glasfenster dargestellt: Die grosse gelbe Kreisfläche als Erde enthält in ihrem Innern eine zweite, rötliche. Der gelbe Kreis kann als Frucht, Samen oder Senfkorn gedeutet werden, in dessen unscheinbarem Korn schon der Baum enthalten ist. Der verborgene Wille des Schöpfers zeugt Fruchtbarkeit, was durch Keimblatt und Wurzel aus dem Samen dargestellt wird. Als Verheissung für die Zukunft ist auch eine dritte Generation als rote Kreisfläche, als Teil einer zukünftigen Blüte, angedeutet. Im unteren Bildteil wächst aus der angedeuteten Ackerfurche eine Ähre, unser tägliches Brot.
- Um deiner Liebe willen: Eine grüne und eine blaue Figur verbinden sich, sie ergänzen und stützen einander. Die beiden Oberkörper sind aus einer Linie geformt; die senkrecht durchgehende Bogenlinie ist Zeichen für gemeinsamen Willen und Verbindung des Menschen zum Überirdischen. Die tiefen, düsteren Farben des Hintergrundes deuten die Anfeindungen und Nöte an, von denen der hl. Franziskus in der achten Strophe des Sonnengesangs spricht.
- Schwester Tod: In konzentrischen Kreisen zunehmender Dunkelheit stellt Urs Rickenbach den Tod dar. Die dynamischen Schlingenformen stehen dabei für das Sterben. Die helle Kreisfläche im Zentrum ist Sinnbild für das verheissene Leben nach dem Tod. Die goldene Kugel kann als Leib Christi verstanden werden, die darunter gezeigte Form steht für den gefüllten Kelch. Gemeinsam verweisen die beiden Elemente auf die Eucharistiefeier. Die Fischformen in diesem Fenster stellen das frühchristliche ICHTYS-Symbol dar.
- Abgesang: Das zehnte Fenster verweist auf die Demut, mit der der hl. Franziskus seinen Sonnengesang abschliesst. Nach der umfassenden Betrachtung der Schöpfung erkennt der Mensch seine eigene Unzulänglichkeit. So ist im Glasfenster eine gebeugte Gestalt in ernsten Farben zu erkennen, aber auch eine bewegte Verbindung von Irdischem und Himmlischem. In formaler und farblicher Gestaltung nähert sich das zehnte Fenster wiederum dem ersten an, der Kreis schliesst sich.[17]

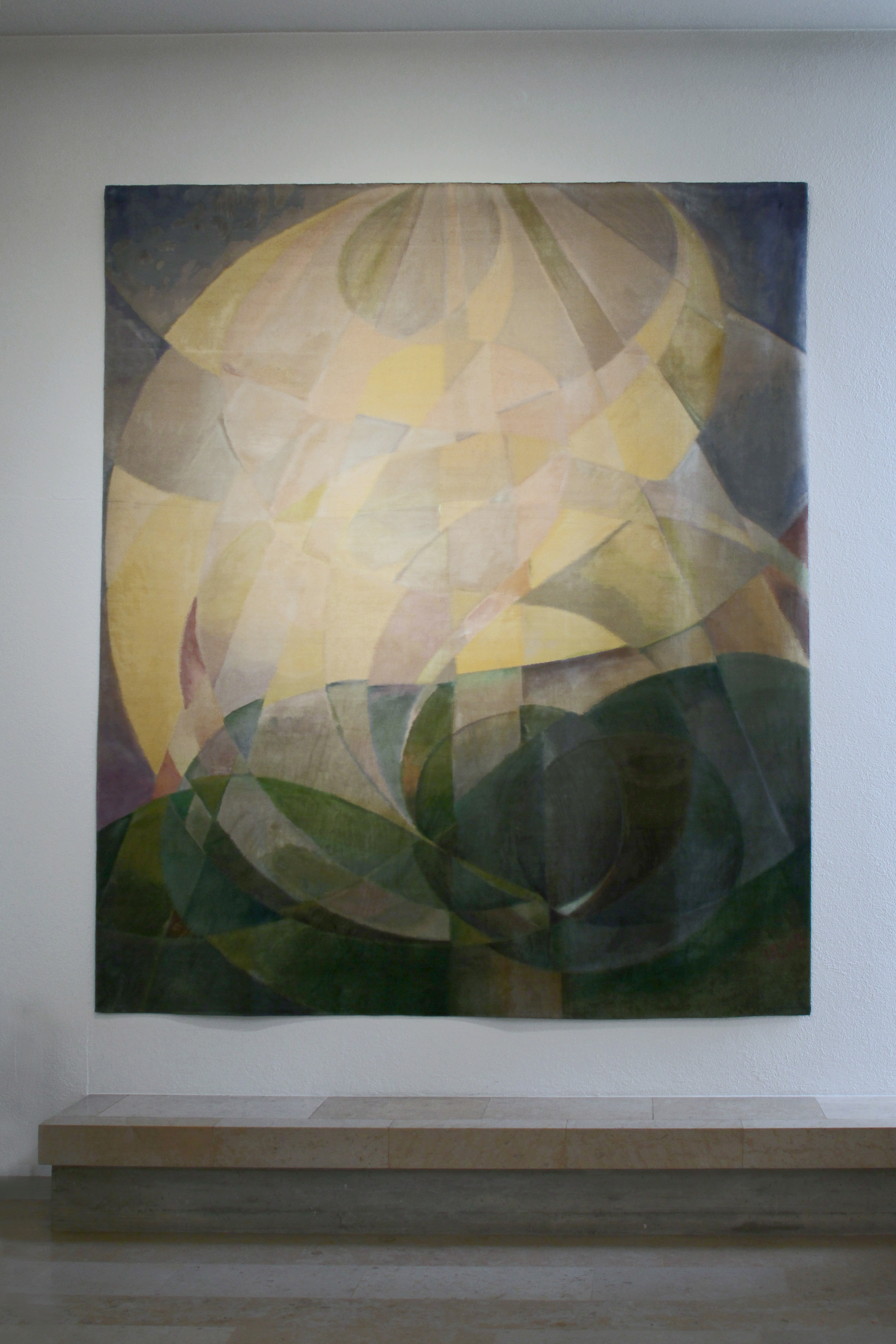
Wandteppich von Urs Rickenbach

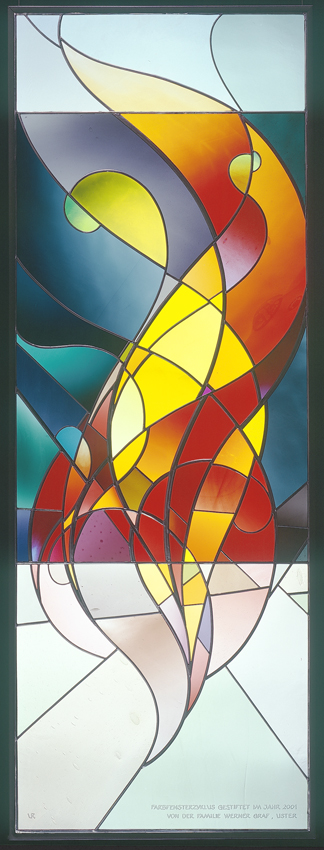
Bruder Feuer
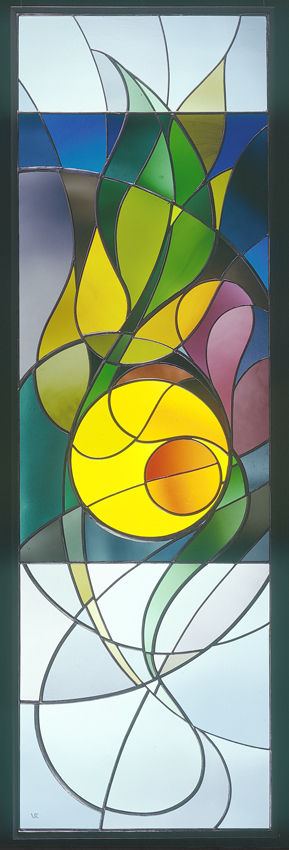
Schwester Mutter Erde
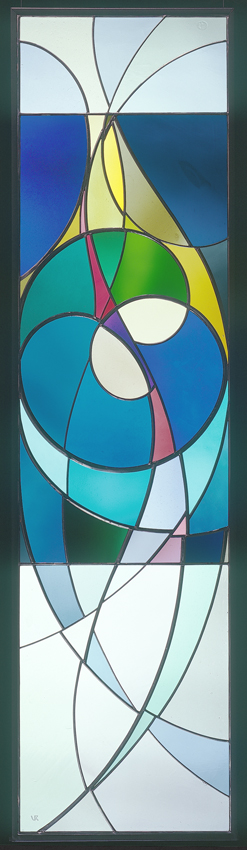
Um deiner Liebe willen
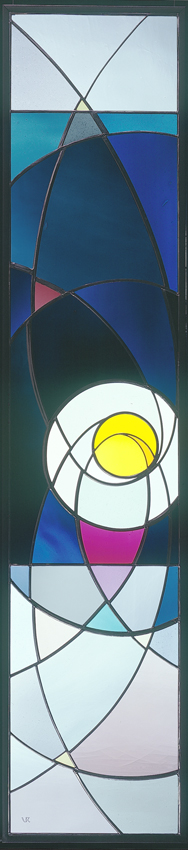
Schwester Tod
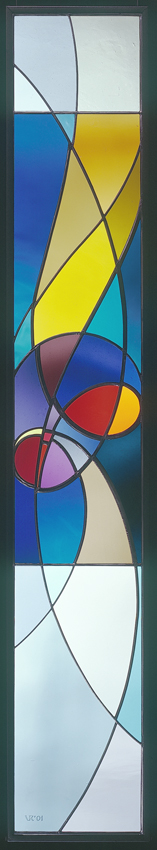
Abgesang

Im Jahr 2006 gestaltete Urs Rickenbach für die Kirche St. Andreas einen Wandteppich aus Seide, der von Ewald Kröner, Karlsruhe, handgeknüpft wurde. Für die Zeit nach Ostern sollte der Wandteppich dazu dienen, das Kruzifix abdecken zu können. In der restlichen Zeit des Kirchenjahres hängt der Wandteppich im hinteren Bereich der Kirche. Der Teppich thematisiert die Auferstehung in Anlehnung an das Matthäus-Evangelium. Die dunkle Trauer der Marien-Figuren, die das Grab des toten Jesus aufsuchen wollen und vor der geöffneten, leeren Gruft stehen, wird überragt von der Lichtgestalt, welche das Geheimnis der Auferstehung versinnbildlicht. Urs Rickenbach ging zunächst von einer figurativen Zeichnung aus und gelangte über etliche Schritte zum realisierten Entwurf des Wandteppichs. Der Seidenteppich nimmt Bezug auf die zehn Glasfenster, indem er die Bogenformen der Fenster aufnimmt, fragmentiert diese aber, sodass das schwer fassbare Geheimnis der Auferstehung angedeutet wird.
Der Altarraum ist um zwei Stufen vom Kirchenboden erhöht und besitzt in seinem Zentrum einen monumentalen Steinaltar, der nach dem Konzept des Architekten André M. Studer errichtet wurde. Er besteht aus mehreren Steinquadern, die die Altartischplatte tragen. Auf der rechten Seite des Altares befinden sich ein Teil der Apostelkerzen, die im Gegensatz zu traditionellen Kirchengestaltungen in der Kirche St. Andreas direkt am Altar sind. Auf diese Weise wird auf den Patron der Kirche, den Apostel Andreas, verwiesen. Links vom Altar befindet sich der Ambo, der wie der Altar aus mehreren Steinquadern besteht. Hinter dem Altar befindet sich ein monumentales Kruzifix, das aus der Vorgängerkirche stammt. Flankiert wird das Kruzifix von zwei Sitzbänken für das Ministerium. Auf der linken Seite der Kirche befindet sich ein Nebenaltar mit Tabernakel, auf der rechten Seite der Platz für die barocke Muttergottesfigur. Sowohl der Nebenaltar als auch der Ort für die Muttergottesfigur wurden wiederum aus mehreren Steinquadern gestaltet. Auf diese Weise wird eine Einheit der liturgischen Orte innerhalb der Kirche hergestellt. Ein weiteres Kunstwerk in der Kirche ist die Andreas-Ikone, welche um das Ende des 17. Jahrhunderts gemalt wurde. Die Segnung dieser Ikone fand im Jahr 1999 im Rahmen eines orthodoxen Gottesdienstes durch den Bischof von Chur, Amédée Grab, statt.

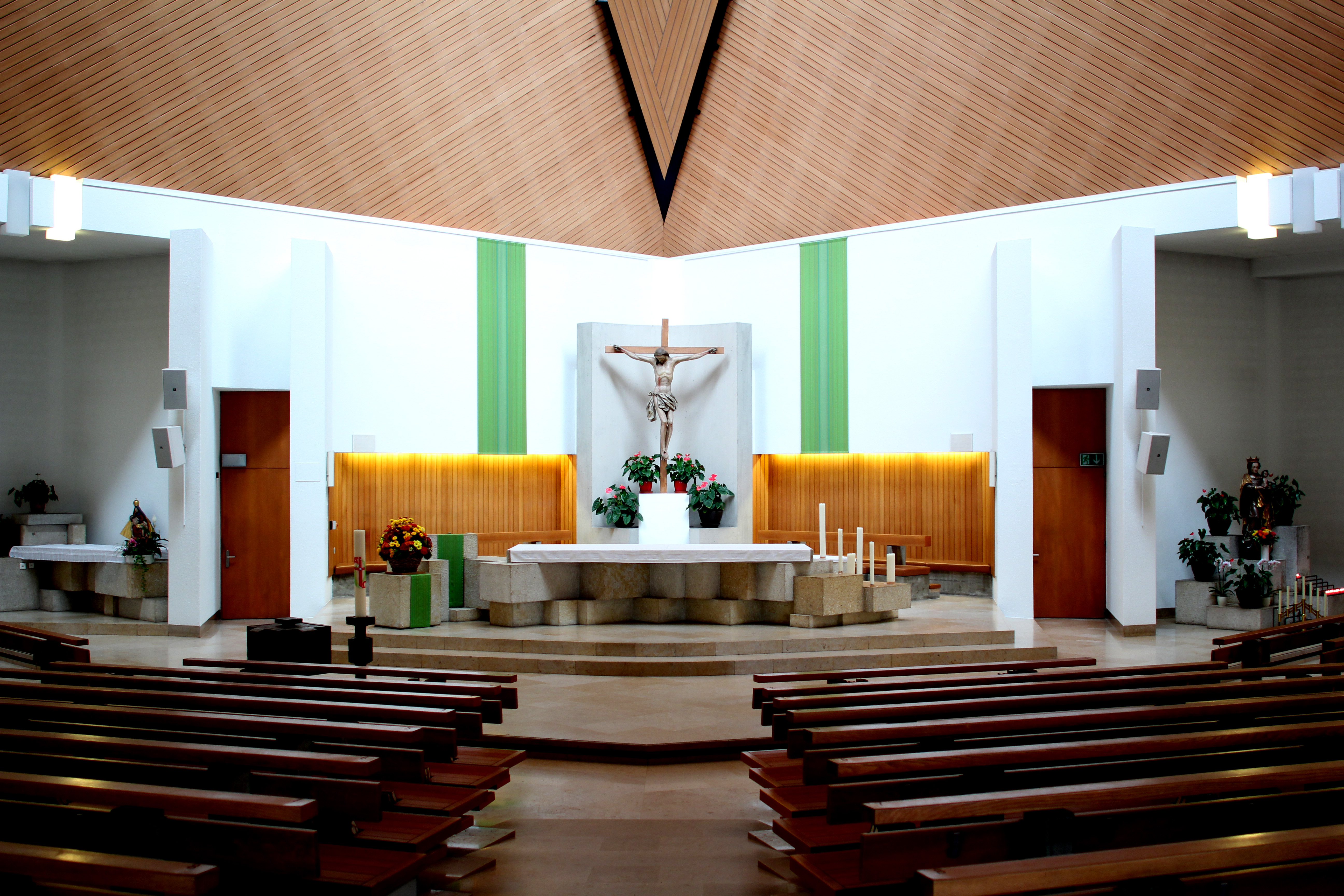
Der Altarraum
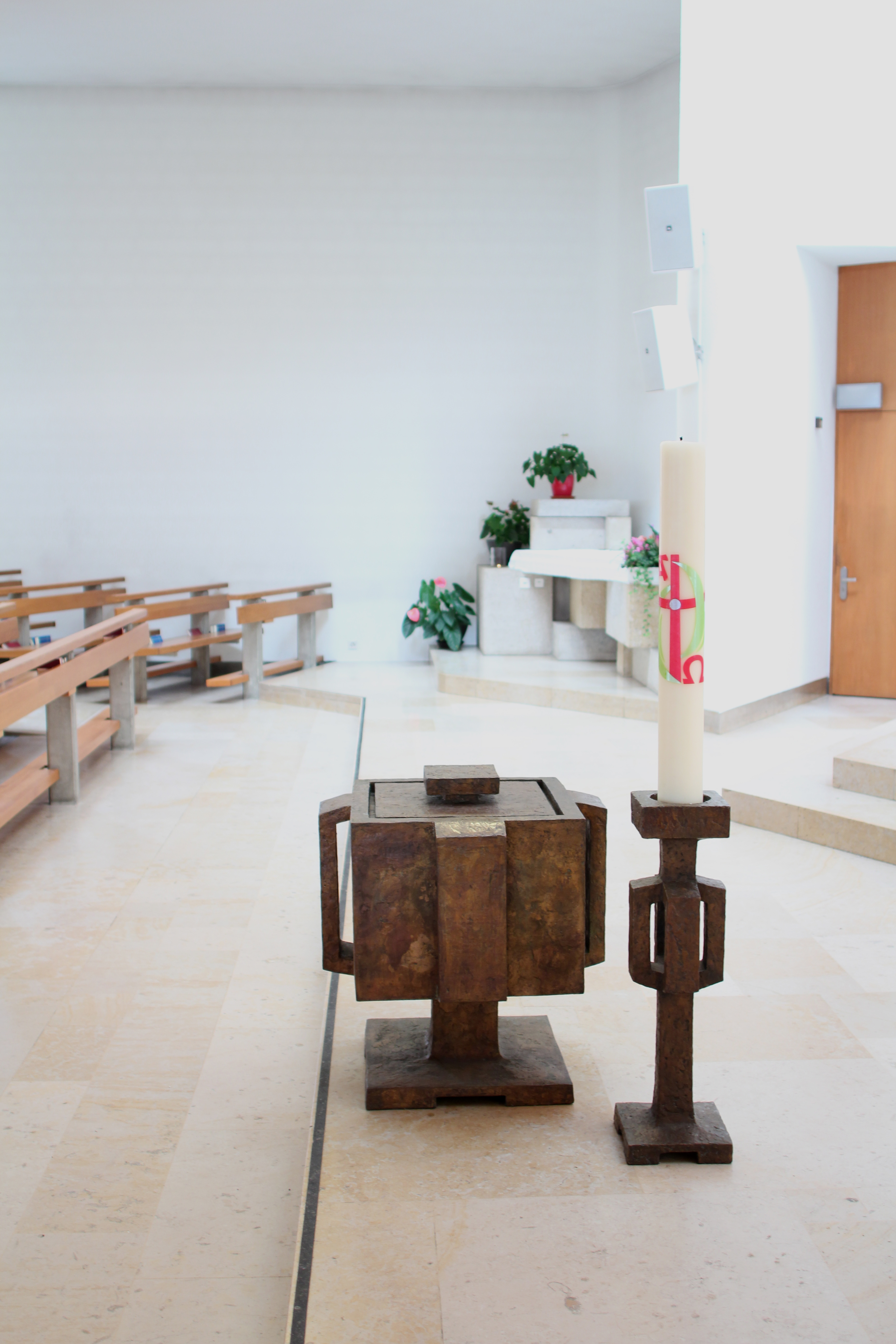
Der Taufstein
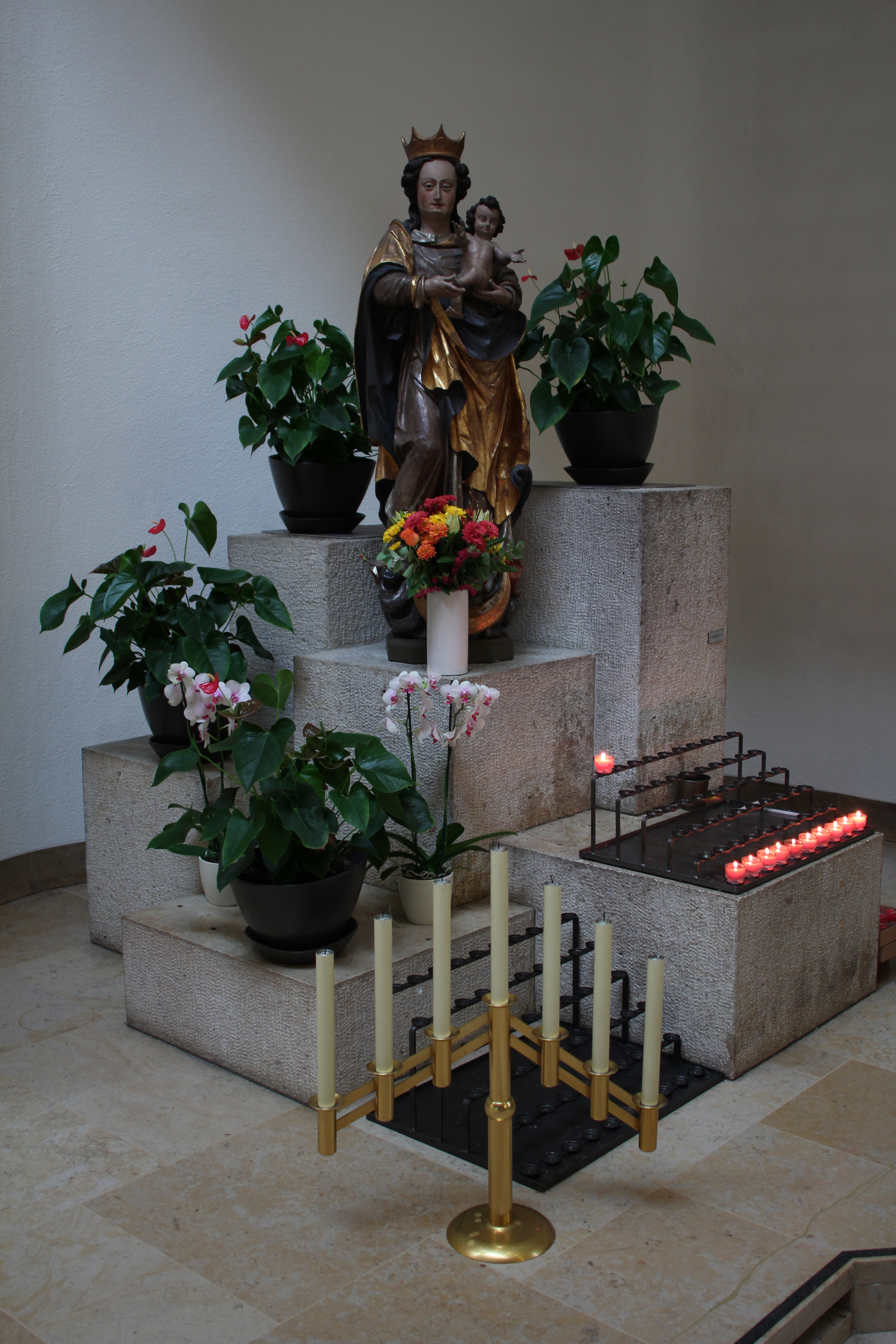
Marianische Gebetsnische

### Orgel

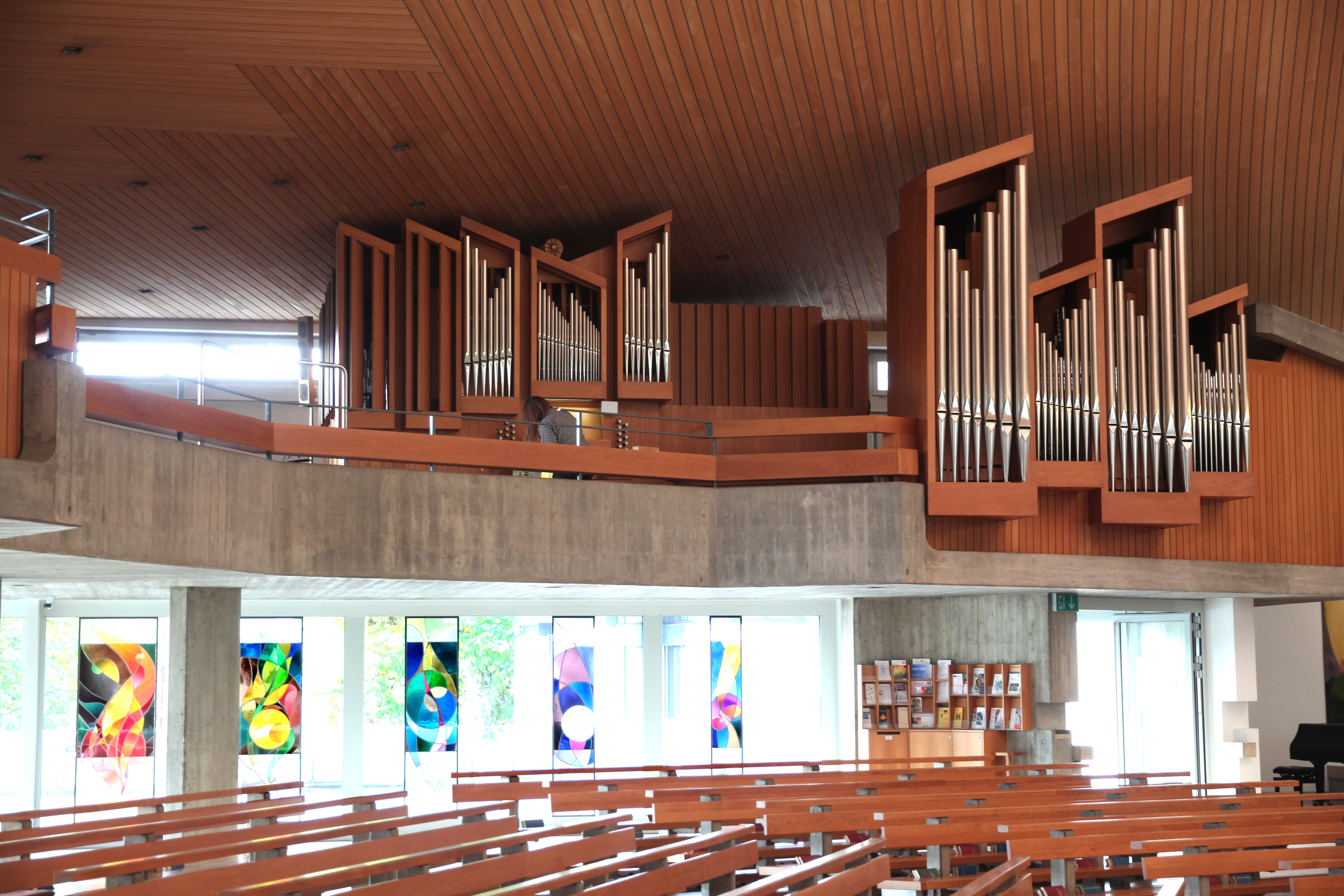
Mathis-Orgel

Die von der Firma Mathis, Näfels, erbaute Orgel hatte im Erbauungsjahr 1968 26 Register, welche auf zwei Register und Pedal aufgeteilt waren. Klanglich war sie barocken Vorbildern nachempfunden. Als im Jahr 2006 eine Reinigung und Revision im Zuge der Kirchenrenovation nötig war, entstand der Wunsch, dem barocken Werk zusätzliche Register beizufügen, um ihr Klangspektrum für romantische Musik zu erweitern. Für dieses Vorhaben wurde ein neues Schwellwerk mit neun Registern hinzugefügt, das optisch zur bisherigen Orgel passte. Die heutige Orgel besitzt 36 Register auf drei Manualen mit rein mechanischer Traktur. Diese Arbeiten wurden im Jahr 2006 von der Firma Späth Orgelbau, Rapperswil, ausgeführt. Für die Disposition verantwortlich war Helmut F. Nowak.
Disposition:
| I Hauptwerk C–g3 |       |
| Quintatön        | 16′   |
| Principal        | 8′    |
| Holzgedackt      | 8′    |
| Salicional       | 8′    |
| Oktave           | 4′    |
| Gemshorn         | 4′    |
| Mixtur IV        | 1 ⁄3′ |
| Trompete         | 8′    |
| Zimbelstern      |       |

| II Schwellwerk C–g3 |     |
| Gedecktbass         | 16′ |
| Hohlflöte           | 8′  |
| Gamba               | 8′  |
| Unda maris          | 8′  |
| Fugata              | 4′  |
| Traversflöte        | 4′  |
| Octavin             | 2′  |
| Plein jeu           | 2′  |
| Oboe                | 8′  |
| Tremulant           |     |

| III Positiv C–g3 |        |
| Bleigedackt      | 8′     |
| Principal        | 4′     |
| Hohlflöte        | 4′     |
| Quinte           | 2 ⁄3′  |
| Flachflöte       | 2′     |
| Terz             | 1 3⁄5′ |
| Quinte           | 1 ⁄3′  |
| Scharf           | 1′     |
| Bärpfeife        | 8′     |
| Tremulant        |        |

| Pedal C–f1 |       |
| Subbass    | 16′   |
| Principal  | 8′    |
| Rohrpommer | 8′    |
| Oktave     | 4′    |
| Mixtur III | 2 ⁄3′ |
| Dulzian    | 16′   |
| Zinke      | 8′    |

- Koppeln: III/II, I/II, I/P, II/P, III/P